# Église Saint-Denis de Jouy-le-Comte
L’église Saint-Denis de Jouy-le-Comte est une église catholique paroissiale située à Parmain, dans le Val-d'Oise (France). Elle remonte à la première moitié du XIIe siècle, mais seul le mur nord de la nef subsiste peut-être de la première église. Peu avant le milieu du siècle, commence la reconstruction des parties orientales de l'église primitive, qui s'échelonne sur une cinquantaine d'années. On débute par le croisillon sud, puis ajoute une chapelle orientée. Ces deux travées sont encore romanes et voûtées en berceau. Les autres travées affichent déjà le premier style gothique. Le chantier continue par l'abside, puis se poursuit par la travée droite du chœur et la croisée du transept, pour finir par le croisillon nord et la chapelle orientée du nord. Ces parties sont voûtées d'ogives, et offrent un intérêt esthétique et archéologique certain. À la Renaissance, en 1561, la construction d'un bas-côté au sud de la nef modifie profondément l'apparence de l'église, et porte les caractéristiques des réalisations de Nicolas Le Mercier. Mais les travaux ne sont pas achevés, et les grandes arcades vers la nef ne sont bâties qu'au milieu du siècle suivant. Le chantier s'arrête là, et le voûtement n'est finalement jamais réalisé. L'inaboutissement se ressent toujours à l'intérieur de la nef et du bas-côté. En 1889, l'église du Sacré-Cœur à Parmain est inaugurée, et au début de l'année 1893, Jouy-le-Comte adopte le nom de Parmain : Désormais, la commune dispose de deux églises catholiques, et l'église Saint-Denis se retrouve en marge du nouveau centre. Le chœur du XIIe siècle et le clocher du XIIIe siècle sont classés monuments historiques le 3 septembre 1912, et le reste de l'édifice est inscrit à l'inventaire des monuments historiques par arrêté du 20 février 1945. Aujourd'hui, l'église Saint-Denis demeure un lieu de culte vivant, et accueille généralement deux messes dominicales anticipées par mois.

## Localisation
L'église Saint-Denis se situe en France, en région Île-de-France et dans le département du Val-d'Oise, dans la vallée de l'Oise et dans le Parc naturel régional du Vexin français, sur la commune de Parmain, dont Jouy-le-Comte constitue le noyau historique. C'est par un décret du 5 janvier 1893 que le nom actuel de la commune fut adopté, afin de tenir compte des réalités du développement urbain, qui depuis l'ouverture du chemin de fer en 1846 a fait dépasser en importance l'ancien hameau de Parmain le vieux bourg en haut du coteau qui domine la vallée secondaire du rû de Jouy. L'église Saint-Denis est alignée sur la place du village par son élévation méridionale, qui est la mieux visible. La façade occidentale donne sur l'étroite rue du maréchal Joffre, et plongée dans l'ombre par le haut mur de soutènement du terrain d'en face. L'élévation septentrionale donne sur un petit parking à l'usage de la paroisse, et est ainsi dégagée d'autres constructions. Seul le chevet est en partie enclavé dans des propriétés privées, mais néanmoins bien visible depuis la rue du Moulin, qui quitte la place du village à l'est. Depuis la rue des Maillets, qui conduit au cimetière de Jouy-le-Comte, l'on bénéficie d'une vue panoramique du vieux village, avec au milieu, le clocher de l'église Saint-Denis.

## Histoire

### Histoire de la paroisse
Les origines de la paroisse de Jouy-le-Comte ne sont pas connues. Les parties les plus anciennes de l'église remontent à la première moitié du XIIe siècle. Le plus ancien texte permettant de déduire l'existence d'une église à Jouy-le-Comte date de 1159. Il s'agit d'une charte qui précise que le prieuré Notre-Dame de L'Isle-Adam devait un grand muid de vin à un prêtre de Jouy. Le fait qu'il y a un prêtre sur place donne à penser que l'église est déjà paroissiale, et non seulement une chapelle desservie depuis un autre village. Le saint patron de la paroisse est saint Denis. Sous l'Ancien Régime, elle dépend du doyenné de Beaumont du diocèse de Beauvais. Louis Régnier a trouvé, dans une charte de Philippe de Beaumont datée de 1290, la mention d'un doyen de Jouy, et n'exclut pas que Jouy-le-Comte a été dans le passé le siège d'un doyenné. Or, sachant que les doyens étaient désignés parmi les différents curés du doyenné, ils pouvaient résider dans n'importe quel autre lieu du doyenné de Beaumont, et la mention peut aussi être interprétée dans ce sens. Le curé est à la nomination directe de l'évêque de Beauvais. La grosse dîme appartient au prieuré Saint-Martin de Boran-sur-Oise, qui dépend de l'abbaye du Paraclet ; puis à l'abbaye de Fontevraud. Après la Révolution française, toutes les paroisses du nouveau département du Val-d'Oise sont intégrées dans le nouveau diocèse de Versailles. Au cimetière, on voit toujours la pierre tombale de Jacques Philippe de Beauval, curé de Champagne-sur-Oise et de Jouy-le-Comte, mort le 20 décembre 1830 à l'âge de soixante-seize ans : le village ne forme donc plus une paroisse indépendante à cette époque. En 1889, sous le curé Prosper-Joseph Gaillard, et grâce aux dons de deux paroissiennes, la chapelle du Sacré-Cœur est édifiée à Parmain dans le style néogothique : depuis, Parmain dispose de deux lieux de culte catholiques. Aujourd'hui, la ville entre dans le périmètre de la paroisse de L'Isle-Adam, qui, depuis 1966, fait partie du nouveau diocèse de Pontoise, correspondant aux limites du département du Val-d'Oise. Les messes dominicales anticipées sont célébrées à 18 h 00 : le second et le quatrième samedi du mois à Jouy-le-Comte ; les autres samedis à Parmain. Une association œuvre pour le rayonnement cultuel et culturel de l'église Saint-Denis, et organise des activités permettant de réunir des fonds pour la restauration et l'embellissement de l'édifice : l'Association pour la rénovation de l'église de Jouy-le-Comte (A.R.E.J.).

### Les campagnes de construction de l'édifice

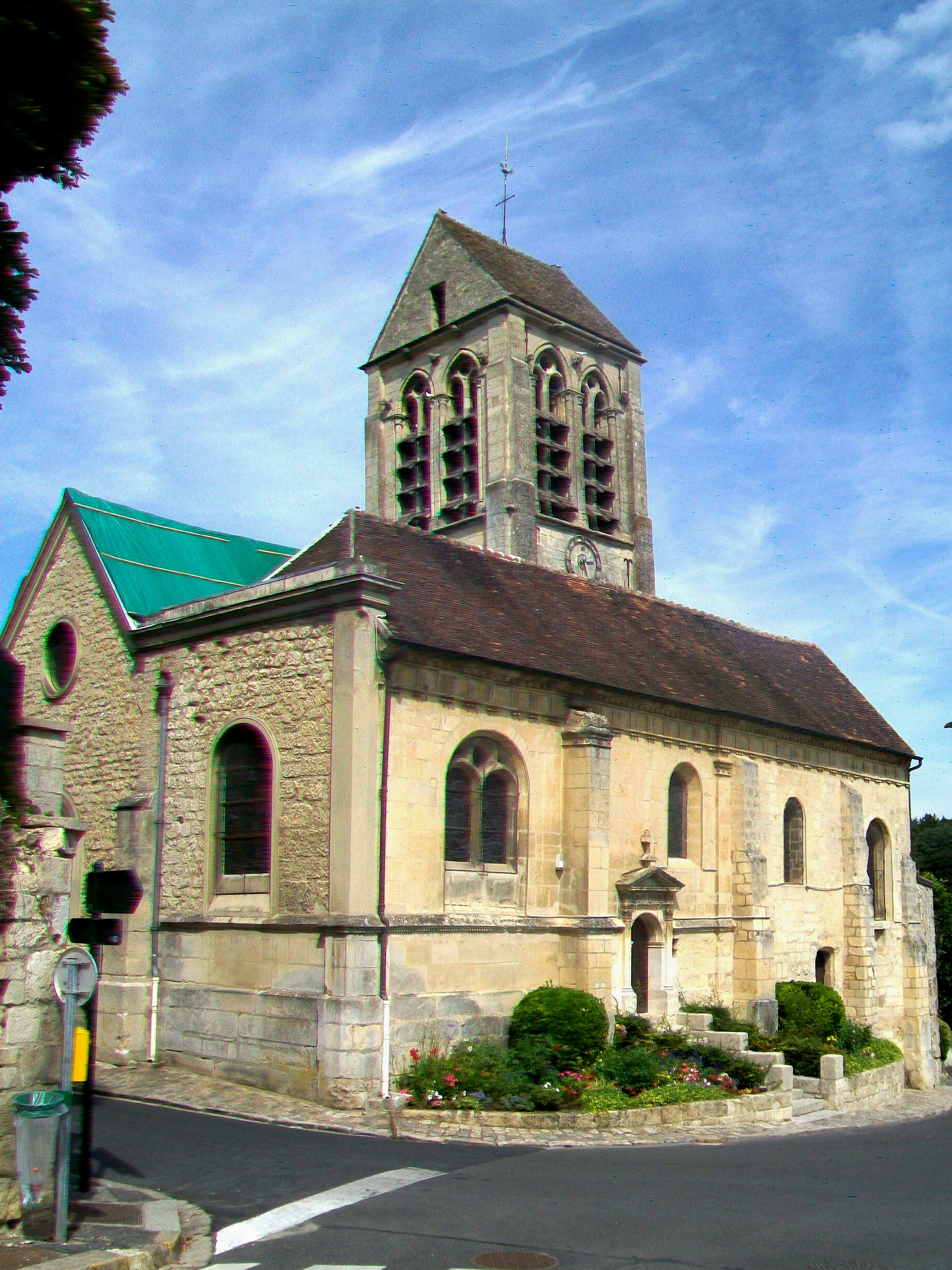
Vue depuis le sud-ouest.

Une église romane, dont presque rien ne subsiste, est bâtie pendant la première moitié du XIIe siècle, voire avant. De la position du mur septentrional de la nef ainsi que de son épaisseur, Louis Régnier déduit que la nef est plus ancienne que la croisée du transept, le croisillon nord et le chœur, que l'analyse archéologique et stylistique permettent de dater de la période comprise entre 1150 et 1190. En effet, le mur septentrional de la nef est placé en retrait par rapport à l'angle nord-ouest du clocher, de sorte que la nef soit plus large que la croisée du transept, en même temps base du clocher. Mais avant et surtout, le contrefort occidental de la pile nord-ouest du clocher fait saillie dans la nef. Si la nef avait été bâtie après le clocher, elle aurait sans doute été moins large, et pourvue de deux bas-côtés, comme à Auvers-sur-Oise, Beaumont-sur-Oise, Champagne-sur-Oise et Saint-Ouen-l'Aumône. Les murs de la nef auraient contrebuté le clocher. Cependant, les parties basses du mur ont été repris ; les fenêtres ont été repercées ; et il n'y a plus de corniche, de sorte qu'il n'y a aucun élément qui prouve réellement que la nef remonte à la période romane. Elle a tout aussi bien pu être rebâtie à la période moderne, tout en conservant le plan d'origine et un plafond non voûté. Dans ce cas, la partie la plus ancienne de l'église serait le croisillon sud. Sa fenêtre date d'origine, est en plein cintre, de dimensions moyennes et faiblement ébrasée. Les contreforts sont à plusieurs ressauts, mais assez plats et sans larmiers. À l'ouest, depuis l'intérieur du bas-côté, la corniche de corbeaux très primitive demeure visible. Tout ceci parle en faveur d'une construction romane, et la voûte en berceau brisée est donc également roman. On peut faire le rapprochement avec les croisillons de Rieux ou Santeuil. Se pose maintenant la question si le croisillon sud représente un vestige de l'église primitive de Jouy : la similitude des contreforts avec ceux du croisillon nord et du chœur, la largeur analogue des baies du chœur qui sont elles aussi en plein cintre, et la corniche de corbeaux du chœur permettent d'en douter. Il est plus probable que la construction des parties orientales actuelles a commencé par le croisillon sud, contrairement à la tradition qui veut que l'on commence par le chevet, et que seulement quelques années séparent le croisillon sud de l'abside. La construction de la chapelle orientée au sud du chœur n'a été entreprise qu'une fois le croisillon sud entamé, mais elle est qualifiée de romane par Louis Régnier, et s'insère donc chronologiquement entre le croisillon sud et la base du clocher.
En analysant de plus près les parties orientales de l'époque gothique primitive, et en se basant notamment sur la disparition de l'arc en plein cintre dans les travées carrées, Louis Régnier est parvenu à la conclusion qu'elles ont été réalisées dans l'ordre abside - partie droite du chœur - croisée du transept - croisillon nord - chapelle orientée nord. Cette chapelle a été radicalement restaurée à l'époque moderne, sans doute au XIXe siècle, et elle ne conserve plus grande chose d'authentique, mais devrait reprendre les dispositions de la fin du XIIe siècle. Quant au clocher proprement dit, il n'a été achevé que tardivement, au bout d'une longue interruption du chantier, à une période très avancée du XIIIe siècle, voire au tout début du XIVe siècle. Les bases des colonnettes qui flanquent les baies du clocher portent les caractéristiques de cette époque ; elles sont polygonales et ont un profil aplati. Les légers crochets de feuillages et les feuilles isolées qui décorent les chapiteaux renvoient à la même époque. Vers 1410, l'église Saint-Denis présente ainsi sa physionomie actuelle, sauf pour le bas-côté sud, ajouté à la Renaissance, et la façade occidentale, remaniée au XIXe siècle. Le petit portail dans la seconde travée du bas-côté sud porte la date de 1561, mais Louis Régnier pense qu'elle a été gravée après coup au milieu du XVIIe siècle. Toutefois le style correspond au troisième quart du XVIe siècle, et il évoque les œuvres de l'architecte pontoisien Nicolas Le Mercier (1541-1637), qui a travaillé avec son père ou oncle Pierre Le Mercier. L'A.R.E.J. conteste cette attribution en avançant que Nicolas Le Mercier a vécu de 1584 à 1654, mais ce sont les dates de Jacques Le Mercier. L'entablement qui orne le bas-côté a été prolongé sur le croisillon sud et la chapelle orientée sud, afin de faire harmoniser extérieurement ces parties. En revanche, le bas-côté est demeuré inachevé à l'intérieur. Les grandes arcades de la nef n'ont été mises en œuvre qu'en 1651, mais la sculpture n'a pas été exécutée, et le voûtement, déjà entamé en 1561, n'a pas non plus été réalisé. Ces travaux inaboutis auraient été financés par la nièce du cardinal Mazarin, Anne Marie Martinozzi, princesse de Conti, au moment de la construction du presbytère. — Le chœur et le clocher ont été classés par arrêté du 3 septembre 1912 ; le reste a été inscrit par arrêté du 20 février 1945.

## Description

### Aperçu général

Plan de l'église.

Régulièrement orientée, l'église suit un plan irrégulier qui n'est pas symétrique le long de son axe, mais que l'on peut toujours ramener à un plan cruciforme. L'édifice se compose d'une nef de deux travées, accompagnée d'un unique bas-côté au sud ; d'un transept avec deux croisillons différents ; d'un clocher s'élevant au-dessus de la croisée du transept ; de deux chapelles orientées elles aussi différentes toutes les deux, mais assez homogènes avec les croisillons voisins ; et d'un chœur composé d'une travée droite et d'une abside en hémicycle, structurée en quatre pans. Une sacristie a été ajoutée dans l'angle entre la chapelle du sud et l'abside, et une cage d'escalier au nord de la chapelle du nord, car il n'y a pas de tourelle d'escalier pour accéder aux combles. — Le plafond de la nef est lambrisé, et suit en coupe le tracé d'une arcature trilobée. Le bas-côté est pourvu d'un plafond plat, constitué de planches établies sur des poutres perpendiculaires. Le croisillon sud est voûté en berceau brisé, perpendiculairement à l'axe de l'édifice. La chapelle orientée sud, bien que légèrement postérieure, est voûtée en berceau plein cintre, parallèlement au croisillon. Les autres travées sont voûtées d'ogives, avec une voûte à cinq branches d'ogives pour l'abside. — La structure des toitures ne reflète plus tout à fait l'organisation intérieure, mais correspond à la logique des remaniements de la Renaissance : en effet, le bas-côté, le croisillon sud et la chapelle orientée sud sont recouvertes ensemble par une toiture unique en bâtière, parallèle au toit du vaisseau central, qui est interrompu par le clocher. Le croisillon nord possède tout au contraire un pignon vers le nord, et son toit est perpendiculairement à celui de la nef. La chapelle orientée nord est, quant à elle, dotée d'un toit en appentis dans la prolongation du rampant oriental du toit du croisillon. — L'église possède trois portes : le portail occidental de la nef ; le portail latéral dans la seconde travée du bas-côté ; et une porte à droite du croisillon sud. Ces deux dernières portes sont respectivement hors usage et condamnée.

### Intérieur

#### Nef et bas-côté

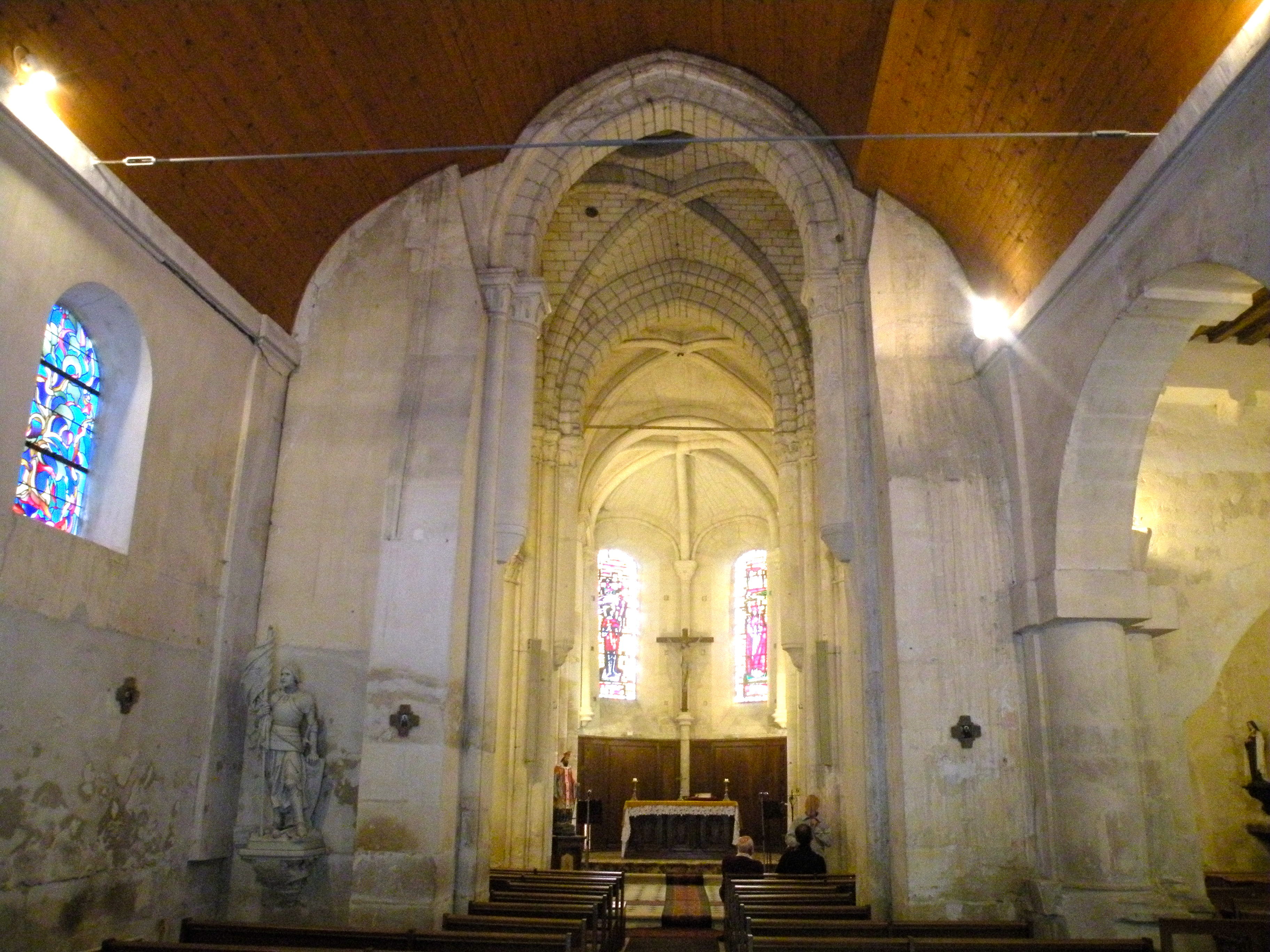
Nef, vue vers l'est.

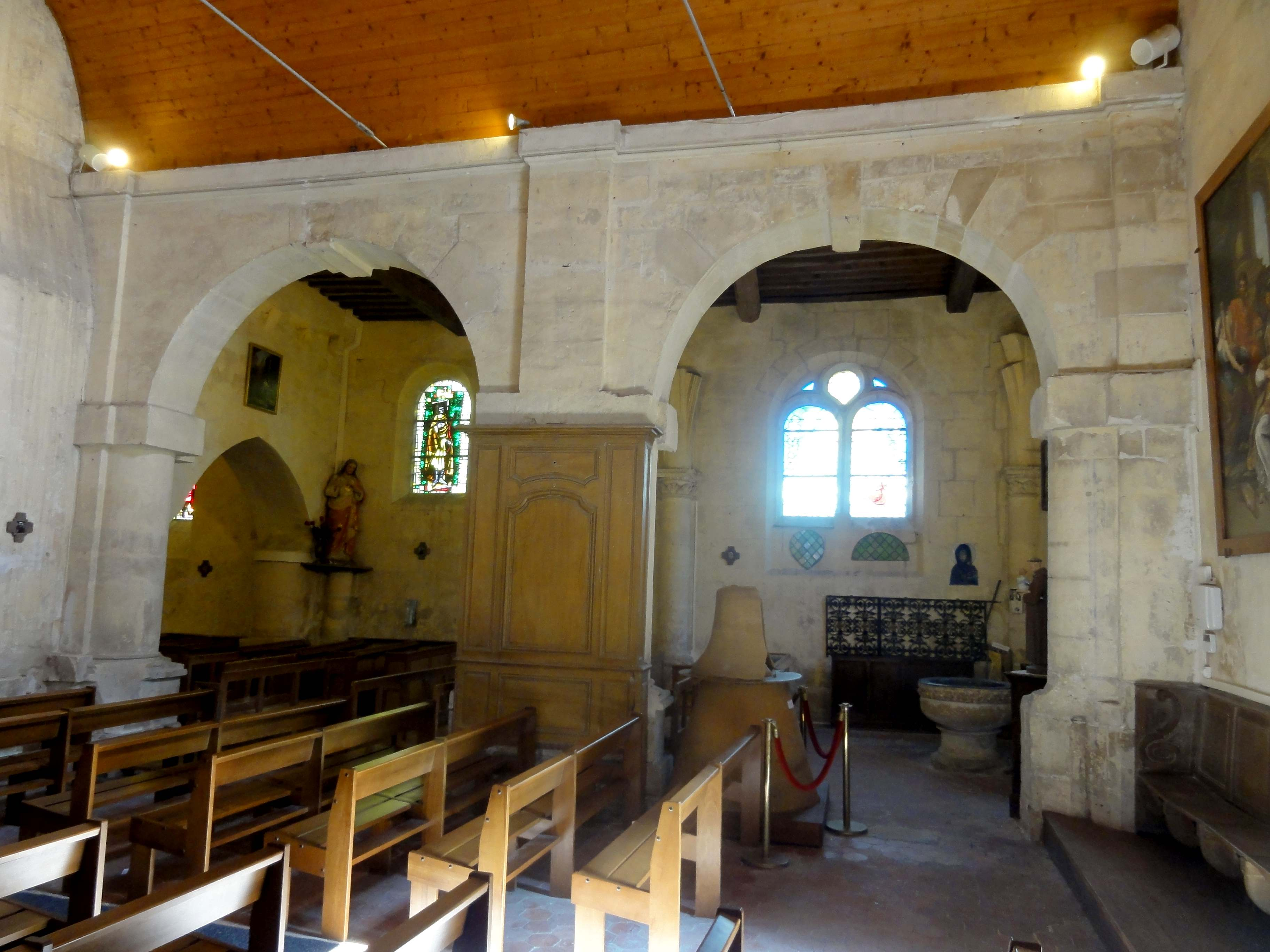
Nef, grandes arcades.

La nef est d'une grande banalité et dépourvue de caractère, car l'ornementation architecturale fait pratiquement défaut. Cette faiblesse est en partie compensée par les deux tableaux accrochés au revers de la façade ; par les deux vitraux installés en mai 2014 ; et par la niche abritant une statuette de la Vierge à l'Enfant au milieu du mur nord. Le mur occidental comporte une porte rectangulaire à double vantail et un oculus rond tout en haut. Le mur septentrional comporte deux fenêtres en plein cintre de dimensions moyennes. Au début et à la fin, l'on observe un pilastre plat, sans chapiteau. Un bandeau sommaire, non mouluré, court en haut du mur. Le mur méridional est analogue, sauf que l'on y a percé deux grandes arcades ouvrant dans le bas-côté. Datant de 1651, elles sont en plein cintre et séparées par un pilastre analogue à ceux que l'on trouve près des angles, ce qui donne à penser que les pilastres étaient à vocation décorative. Rien ne trahit les possibles origines romanes de la nef, et on pourrait tout aussi bien la dater du milieu du XVIIe siècle si l'on faisait abstraction de la jonction avec la base du clocher. En même temps, les nefs romanes ont fréquemment subi des remaniements faisant oublier leur caractère roman : les nefs non voûtées d'Arronville, Balagny-sur-Thérain, Rully ou Saint-Vaast-de-Longmont en fournissent des exemples.
Les grandes arcades sont soigneusement appareillées en pierre de taille, mais non moulurées ; seul le clé d'arc fait légèrement saillie. L'architecte du milieu du XVIIe siècle a donc opté pour un parti très sobre. Seuls les chapiteaux auraient un peu égayé les arcades. Ce sont restés des blocs cubiques, qui confèrent aux arcades une apparence de lourdeur excessive. Jouy-le-Comte n'est pas une exception : des chapiteaux restés non sculptés se trouvent aussi sous le clocher d'Hérouville et dans la première travée du chœur de Roissy-en-France. Chacun des blocs prend appui sur une demi-colonne engagée dans les piliers. Les bases sont tout au moins moulurées, et flanquées de griffes de feuilles d'acanthe.
Dans le bas-côté, le maître d'œuvre du milieu XVIIe siècle a posé un fût de colonne de moindre diamètre contre le pilier intermédiaire des grandes arcades et dans les angles, sauf au sud-ouest, où Nicolas de Saint-Michel ou son collaborateur l'avait déjà fait presque un siècle avant lui. L'idée du voûtement n'avait donc pas encore été abandonnée. Les fûts dans les angles nord-ouest et nord-est sont également sommés de blocs cubiques ; dans l'angle sud-est, il n'y en a pas. Les dimensions des blocs auraient permis de sculpter des chapiteaux analogues aux deux spécimen de 1561 : l'un se trouve engagé au milieu du mur méridional, et l'autre dans l'angle sud-ouest. Du fait de sa position, ce dernier représente la moitié de l'autre chapiteau. Le décor sculpté n'est que très librement inspiré de l'Antiquité, et Louis Régnier le qualifie de fantaisiste. La partie inférieure du chapiteau, en fait le sommet du fût de colonne, est garnie d'une frise de feuilles d'acanthe verticales, relativement stylisées. Suit un rang de rais de cœur. La partie haute du chapiteau est formée par un astragale de plan carré, décoré d'un rang de carrés excavés. Le tailloir est revêtu d'un motif de feuillage stylisé. Des chapiteaux analogues existent à Conflans-Sainte-Honorine, Maffliers et Villiers-Adam. Les ogives et l'arc-doubleau ont été amorcés au-dessus des chapiteaux de 1561 seulement. Le profil rappelle encore vaguement le style gothique. À l'instar des chapiteaux, Jouy-le-Comte n'est pas un cas isolé en ce qui concerne des voûtes seulement amorcées : on peut citer, à titre d'exemple, Presles et Vauréal. Le sol a dû être sensiblement exhaussé, car le niveau de la porte ne correspond plus du tout au niveau du sol, et l'ébrasement de la porte est fermée par une grille en bois. Reste à mentionner l'arcade très basse en arc brisé vers le croisillon sud, qui d'après Louis Régnier daterait de la même époque que l'arcade vers la chapelle. Le montant gauche (nord) est obliquement taillé, sans doute pour améliorer la vue sur l'autel de la Vierge Marie. Le montant droite (sud) a été repris en sous-œuvre, et un gros fût de colonne y a été placé, en vue de reconstruire ultérieurement toute l'arcade. Le résultat est une arcade particulièrement disgracieuse, mais l'état actuel était censé être provisoire.

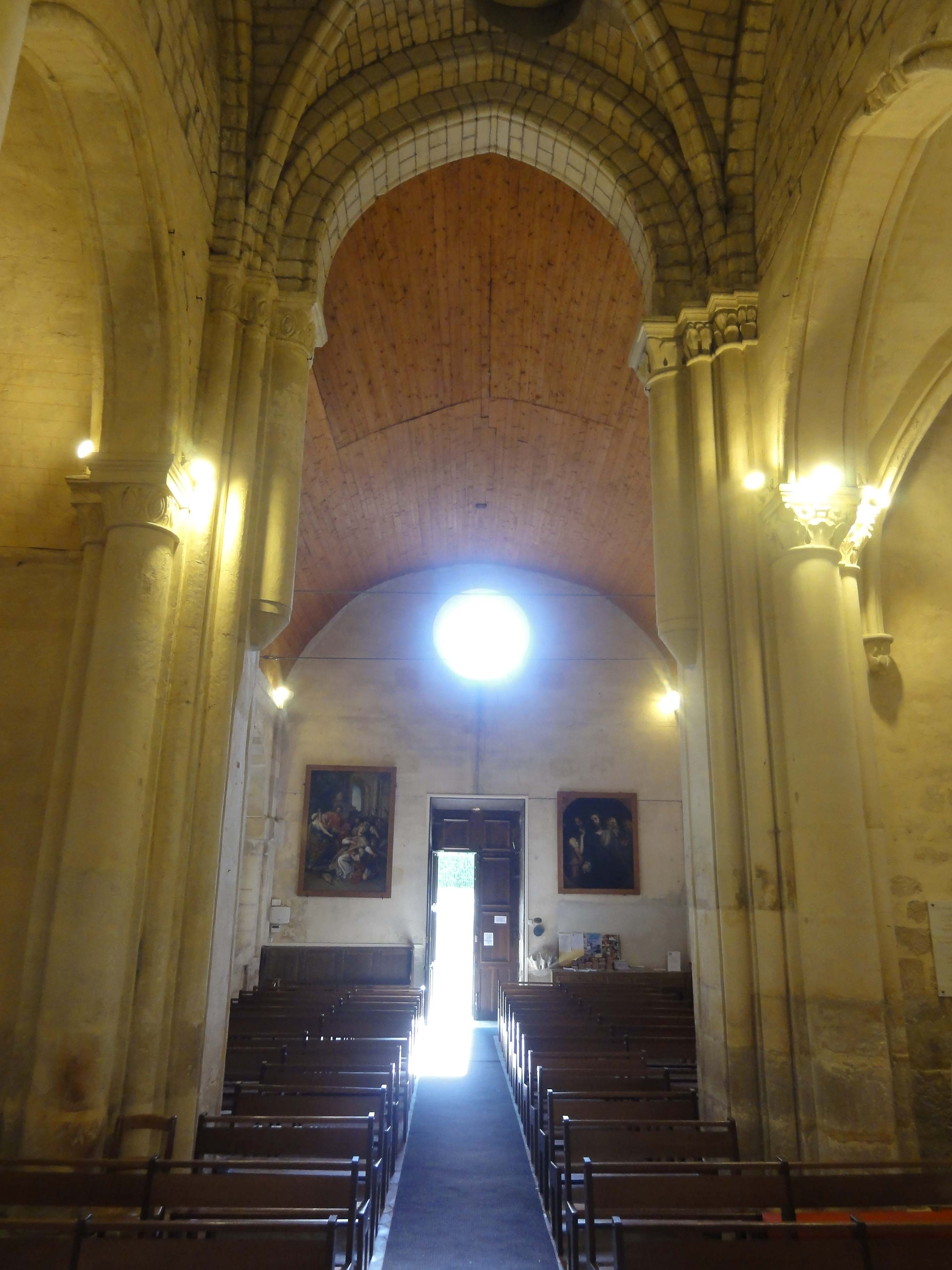
Vue dans la nef depuis la base du clocher.
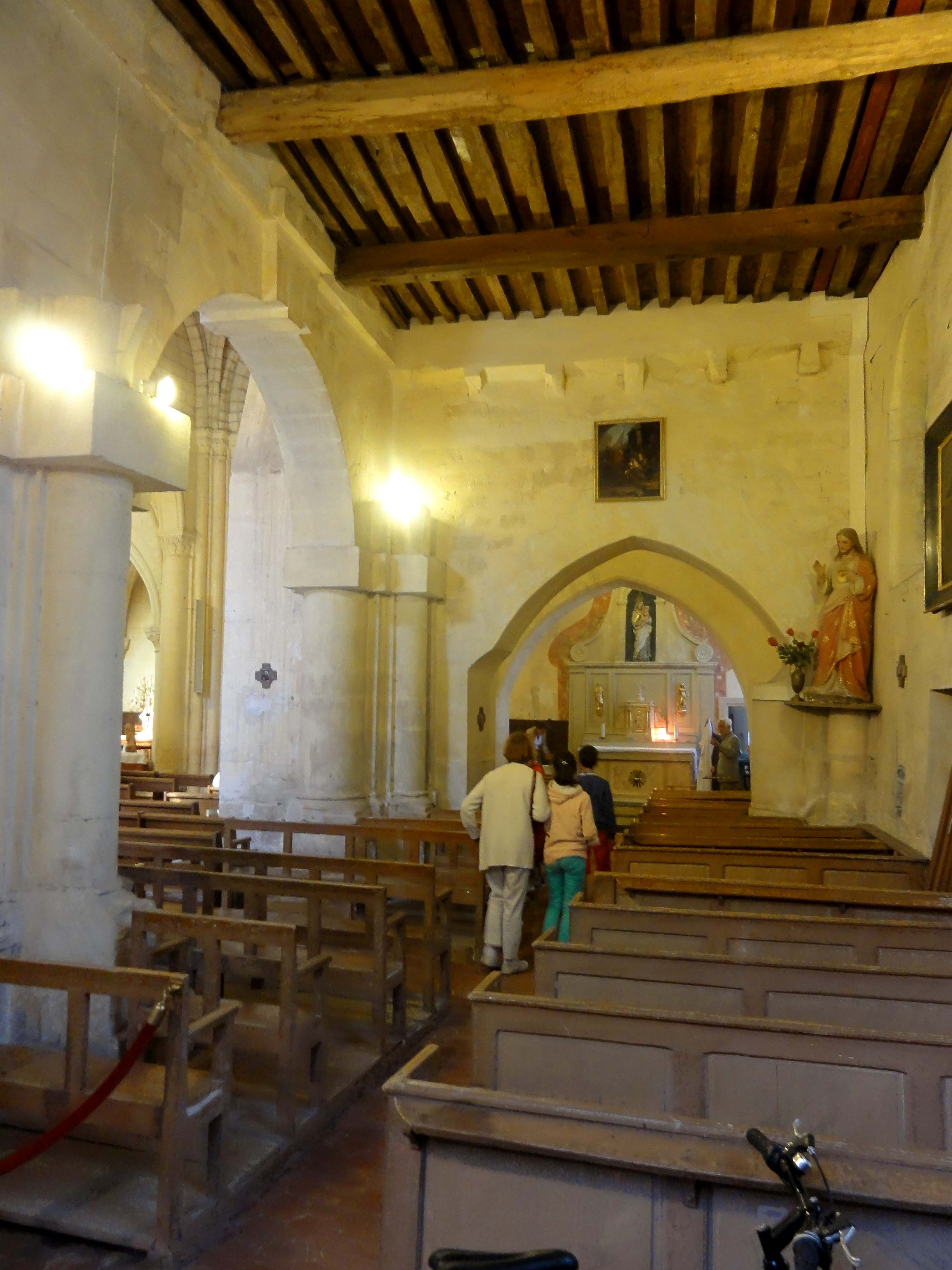
Bas-côté, vue vers l'est.
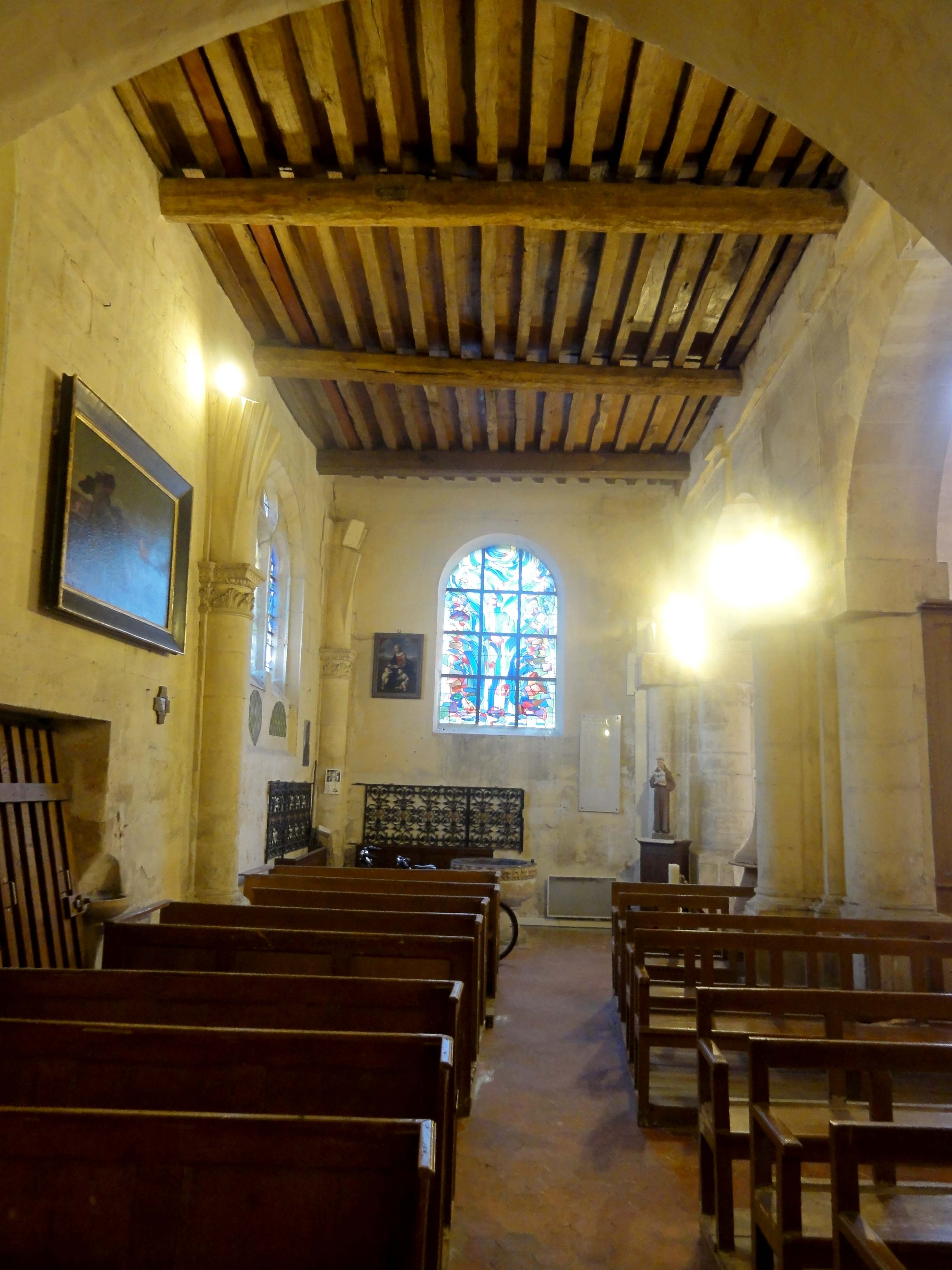
Bas-côté, vue vers l'ouest.
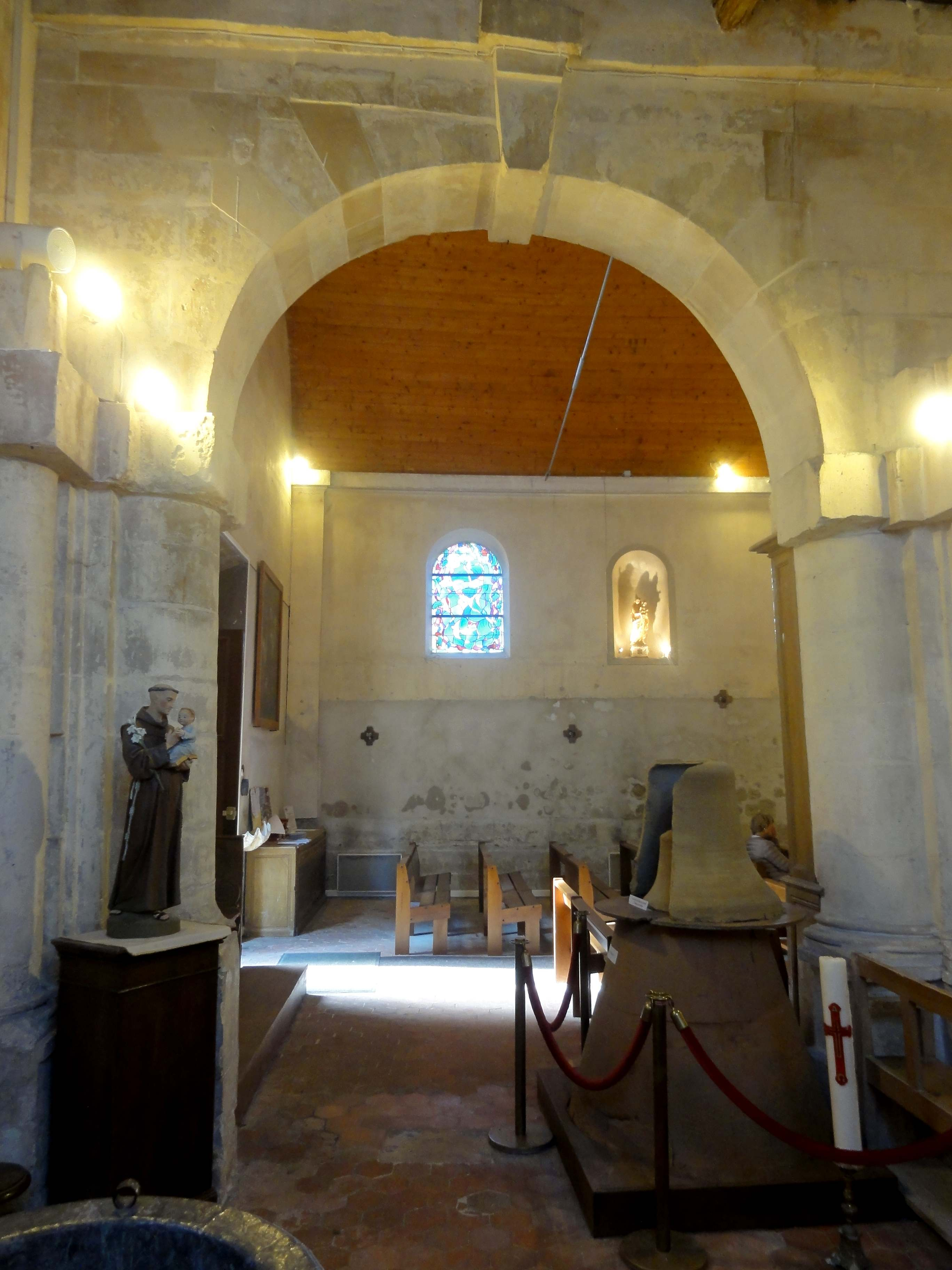
Bas-côté, 1re grande arcade, vue vers le nord.
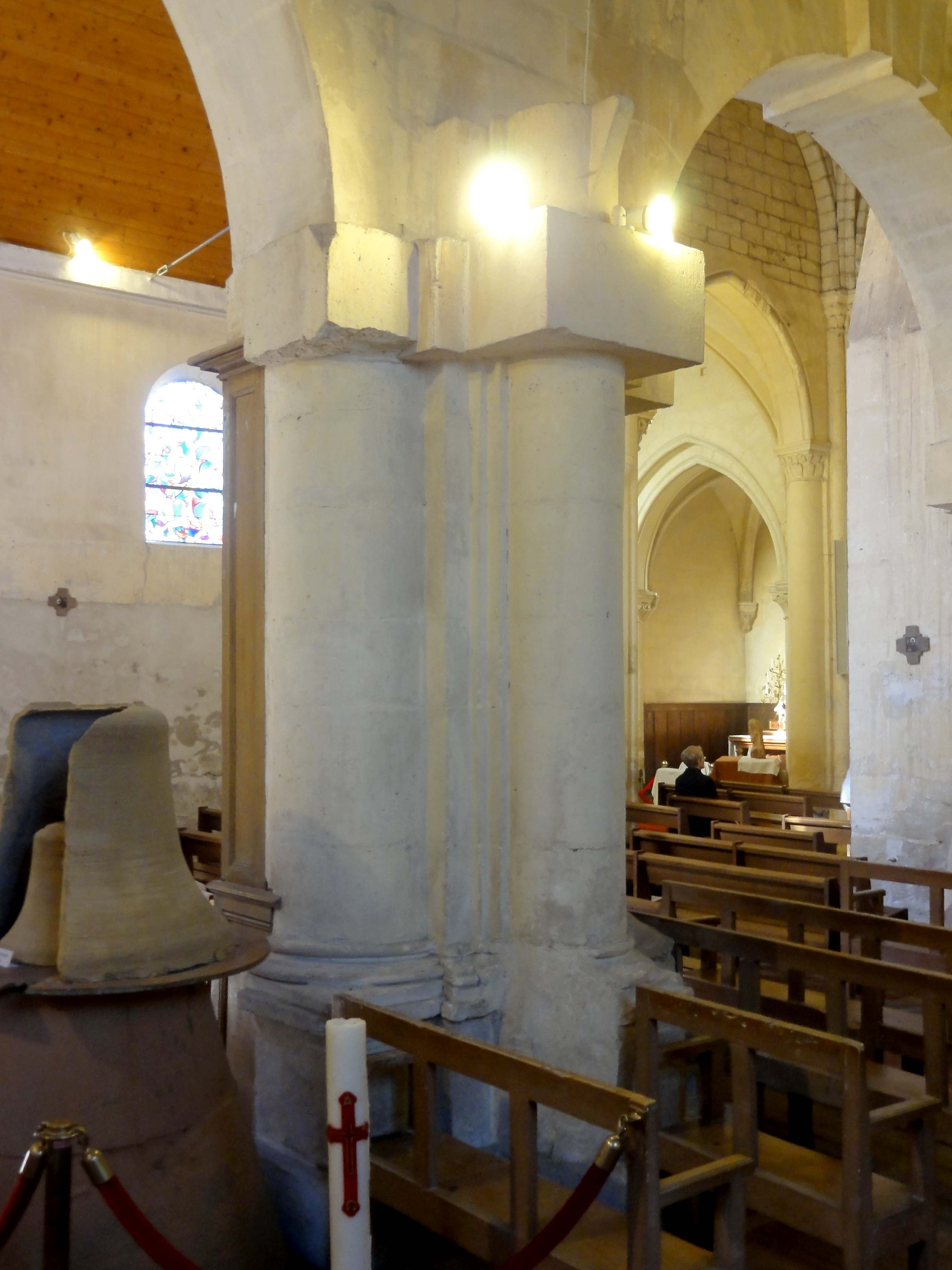
Pilier intermédiaire des grandes arcades.
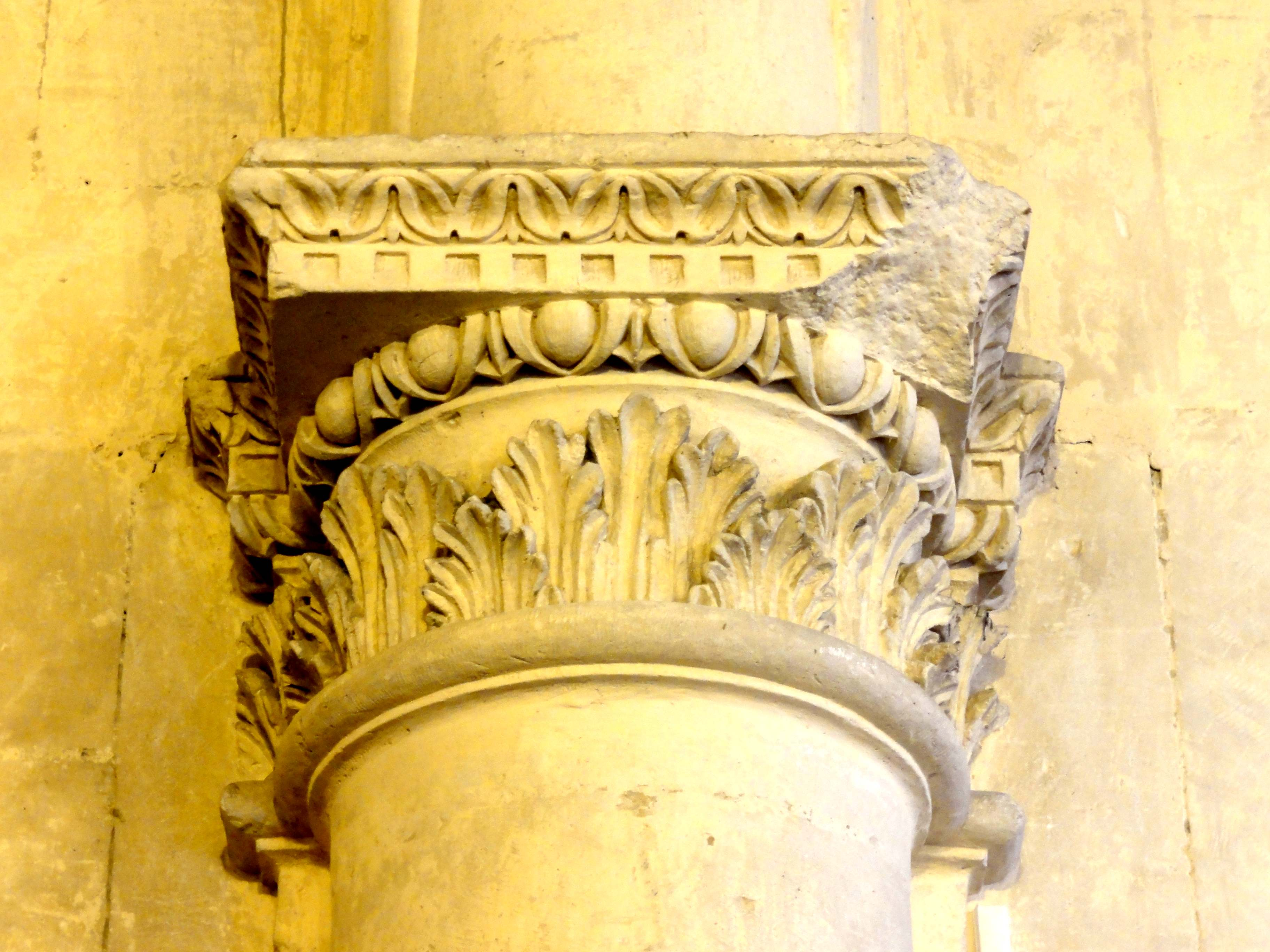
Chapiteau Renaissance au droit du mur sud.

#### Croisée du transept et chœur

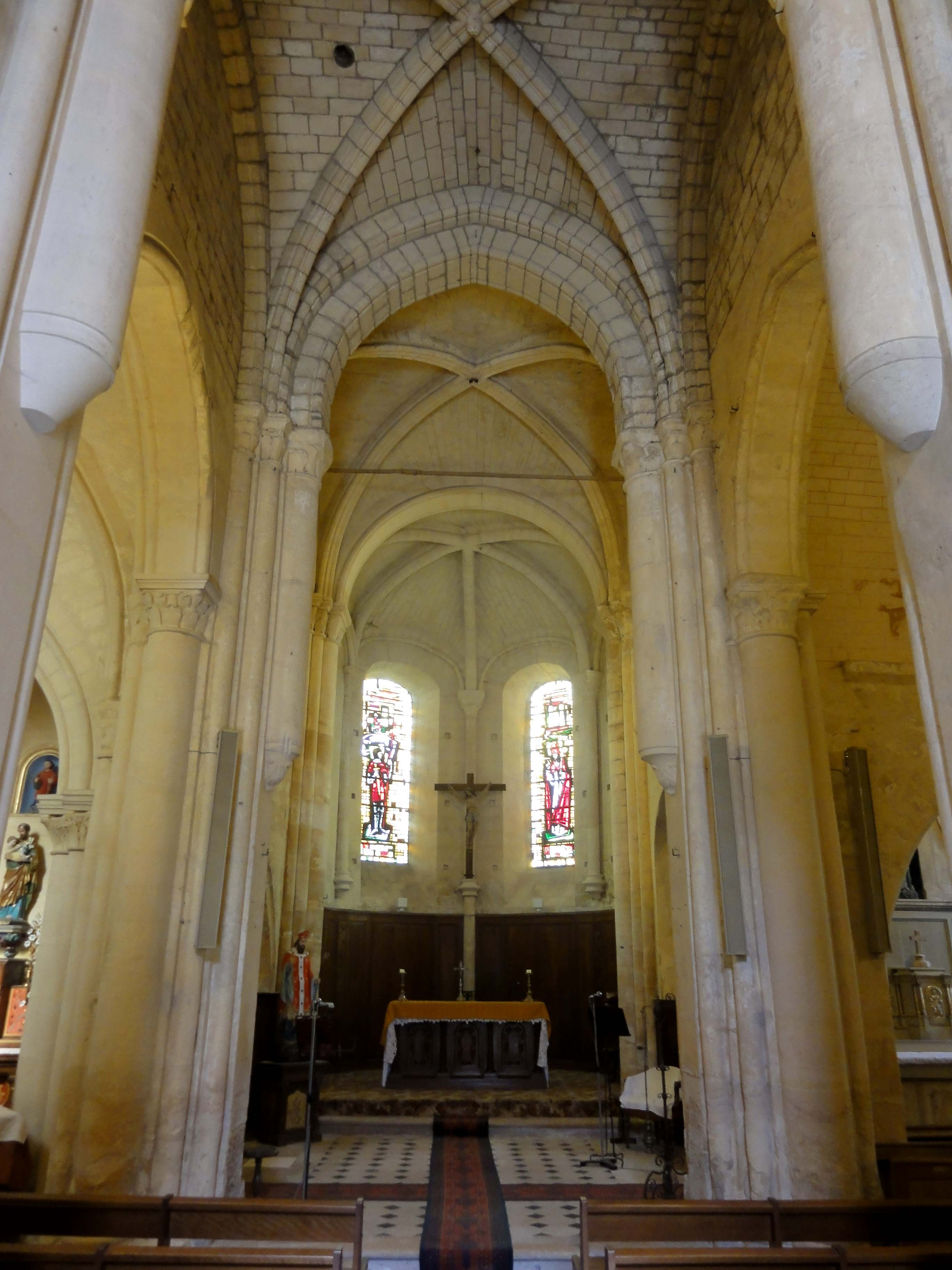
Croisée, vue vers l'est.

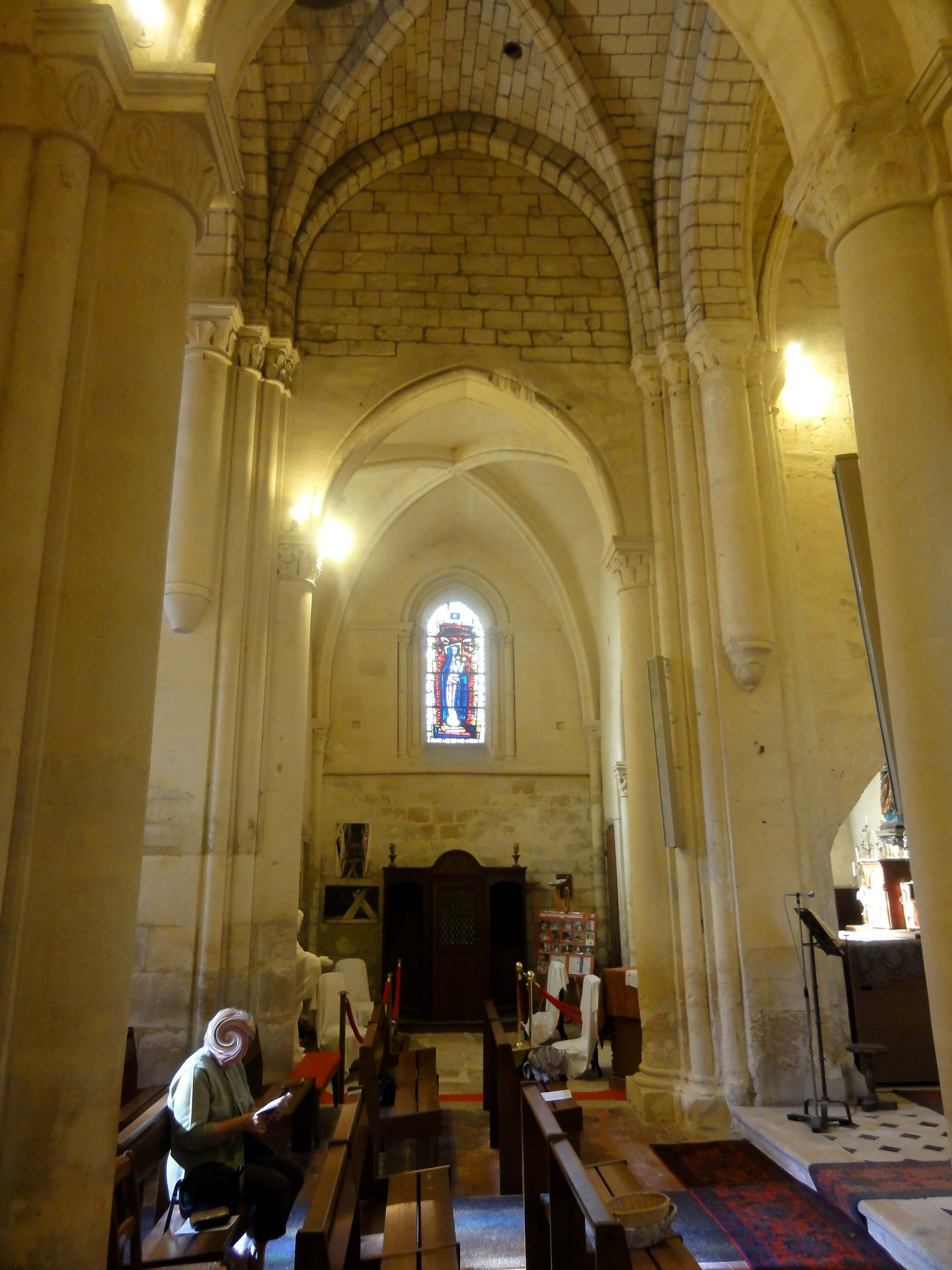
Croisée, vue vers le nord.

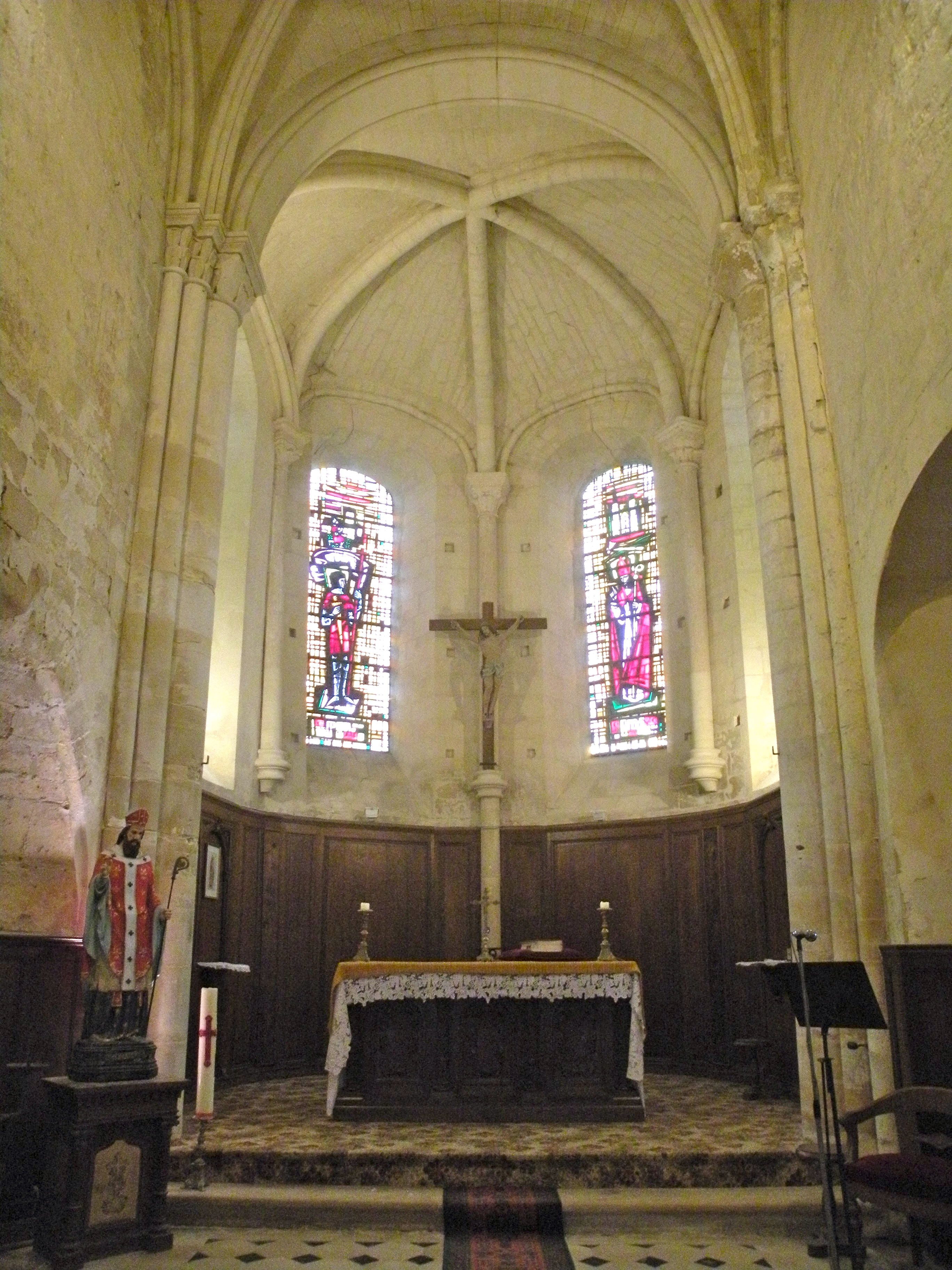
Vue dans l'abside.

Les parties orientales des années 1150-1190 sont qualifiées par Louis Régnier comme les parties les plus intéressantes de l'église au point de vue archéologique. C'est aussi vrai au point de vue esthétique, car la nef est banale ; le bas-côté souffre de son inachèvement ; et le croisillon sud avec sa chapelle orientée sont d'une austérité extrême. Curieusement la croisée du transept, en même temps base du clocher, n'a pas été bâtie directement après le croisillon sud, qui est pourtant plus ancien. Un chœur roman occupait sans doute l'emplacement de la base du clocher et de la première travée du chœur, où les messes ont continué d'être célébrées en attendant l'achèvement du croisillon et de l'abside. Ces parties ne communiquaient donc pas avec le reste de l'église jusqu'à la construction de la croisée du transept. Celle-ci est parfaitement carrée, et non légèrement rectangulaire, comme c'est souvent le cas (bien que l'on parle couramment du carré du transept). Tous les arcs sont en tiers-point, alors que le plein cintre règne encore dans l'abside.
Les deux arcades dans l'axe du vaisseau central sont nettement plus élevées que les arcades latérales communiquant avec les croisillons. C'est peut-être dû à l'architecture romane du croisillon sud, mais afin de ne pas créer un déséquilibre, le croisillon nord a été voûté à la même hauteur. Les hautes arcades sont à double rouleau, et retombent donc sur des faisceaux de trois colonnettes par l'intermédiaire des tailloirs des chapiteaux. Les fûts de colonne qui reçoivent le rouleau inférieur sont nettement plus forts que les autres. Leur partie inférieure a été supprimé, afin d'améliorer la vue sur le sanctuaire depuis la nef, car avec un écart de 4,37 m entre les murs nord et sud, le chœur est plutôt étroit, et les fûts de colonne réduisent davantage la largeur à l'intersection des travées. Depuis, les gros fûts retombent sur des culs-de-lampe, qui sont nus vers la nef, et légèrement sculptés vers le chœur. Dans les quatre angles de la croisée, les faisceaux sont complétés par un fût mince, qui correspond aux formerets, qui sont nécessaires au nord et au sud du fait de la faible hauteur des arcades vers les croisillons (sinon, leurs rouleaux supérieurs auraient pu tenir lieu de formerets). Il y a ainsi deux fûts minces dans chaque angle de la croisée. Comme particularité, il n'y a pas de supports dédiés aux ogives : elles retombent à l'intersection des deux tailloirs des fûts minces. Le profil des ogives étant d'une fine arête entre deux tores, un tore retombe donc sur chacun des tailloirs. La clé de voûte est une petite tête humaine. Les chapiteaux sont peut-être issus d'une restauration du XXe siècle, car Louis Régnier dit qu'ils ont été supprimés ; cependant, il peut s'agir d'une confusion avec une autre église (les chapiteaux paraissent avoir été badigeonnés dans le passé).
La travée droite du chœur est dépourvue de fenêtres, et donc assez semblable à la croisée du transept. La principale différence sont les arcades vers les chapelles, au nord et au sud, qui sont en arc brisé, non moulurées et dépourvues de supports. Les arêtes sont seulement chanfreinées, et à l'instar de l'arcade faisant communiquer le bas-côté avec le croisillon sud, les jambages sont obliquement taillées, afin de faciliter la vue sur le sanctuaire depuis les chapelles. C'est un signe qui indique que la nef et les bas-côtés étaient devenus, à une certaine époque, trop petits pour contenir les fidèles. Sinon, une autre différence est que les ogives disposent de supports dédiés, et que l'arc-doubleau vers l'abside ne possède pas de rouleau supérieur. Ceci est normal puisque c'est autour des bases des clochers que les arcs et supports sont généralement renforcés ; par contre, il paraît étonnant que le maître d'œuvre n'a pas prévu des fûts réservés aux ogives dans la base du clocher, puisqu'il l'a fait dans la première travée du chœur. Quoi qu'il en soit, on trouve donc trois minces fûts de colonnettes dans les angles nord-ouest et sud-ouest, et deux minces fûts de colonnettes dans les angles nord-est et sud-est. Le profil des ogives diffère légèrement, et se compose ici d'un filet (au lieu d'une arête) entre deux tores. La clé de voûte n'est pas décorée. Le doubleau vers l'abside est analogue aux arcades à l'ouest et à l'est de la croisée, et présente un méplat entre deux tores dégagés. Les tailloirs carrés sont eux aussi analogues à ceux observés dans la croisée, et comprennent un cavet dégagé, un tore et une tablette. Les chapiteaux sont sculptés assez sobrement d'un rang ou de deux rangs de feuilles relativement plates et simples.
Jeanne d'Arc se serait rendu à l'église Saint-Denis en 1429 ou 1430, et l'endroit où elle se serait agenouillée, sur une dalle du chœur, a été marqué par deux croix. — L'abside est assez particulière, car le nombre de pans est pair, et il n'y a pas de fenêtre dans l'axe de l'édifice, mais une colonnette, et à l'extérieur, un contrefort. Habituellement, les absides sont à trois ou cinq pans, voire à sept pans dans les grandes églises. Que le plan soit en hémicycle à l'extérieur, et à pans coupés à l'intérieur, n'a rien d'extraordinaire : c'est déjà le cas des absides romanes de Luzarches, Parnes et Saint-Clair-sur-Epte, et c'est aussi le cas des absides gothiques primitives de Fosses, Orry-la-Ville et Pontpoint. L'abside de Jouy-le-Comte est encore assez proche de l'architecture romane. Seuls les formerets toriques indiquent une date de construction postérieure au milieu du XIIe siècle. Les formerets sont en cintre surbaissé, presque en anse de panier, et les quatre fenêtres le sont aussi. Le profil des ogives est d'un gros tore, et la clé de voûte n'est pas décorée. Des maladresses montrent l'inexpérience du maître d'œuvre avec le voûtement d'ogives : les cinq ogives ne convergent pas tout à fait au même point, et au nord, le formeret retombe sur le tailloir devant l'ogive. Mais la disposition générale témoigne d'une certaine recherche stylistique. Les formerets sont très fins, et entre deux fenêtres, ils se partagent le même tailloir avec l'ogive. En plus, les colonnettes sont en délit, ce qui permet de réduire leur diamètre. À mi-hauteur, les colonnettes sont baguées, et en dessous de la bague, elles ont malheureusement été supprimées au nord et au sud, sans doute pour faciliter la pose des boiseries. Les bases sont toutes noyées dans le sol. Vers le doubleau, les supports sont organisés de la même façon que de l'autre côté de ce même doubleau.

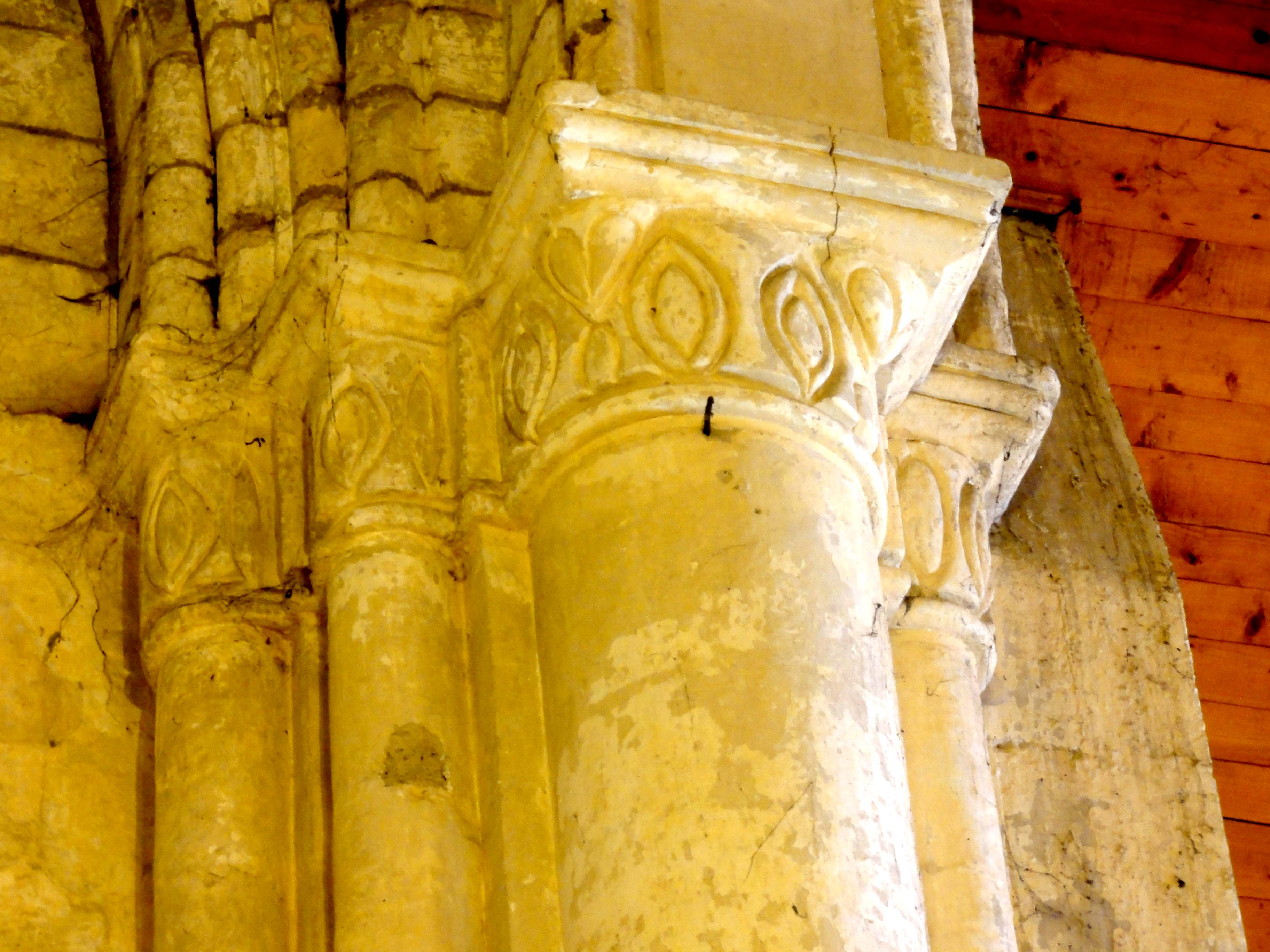
Chapiteaux dans l'angle sud-ouest de la croisée.
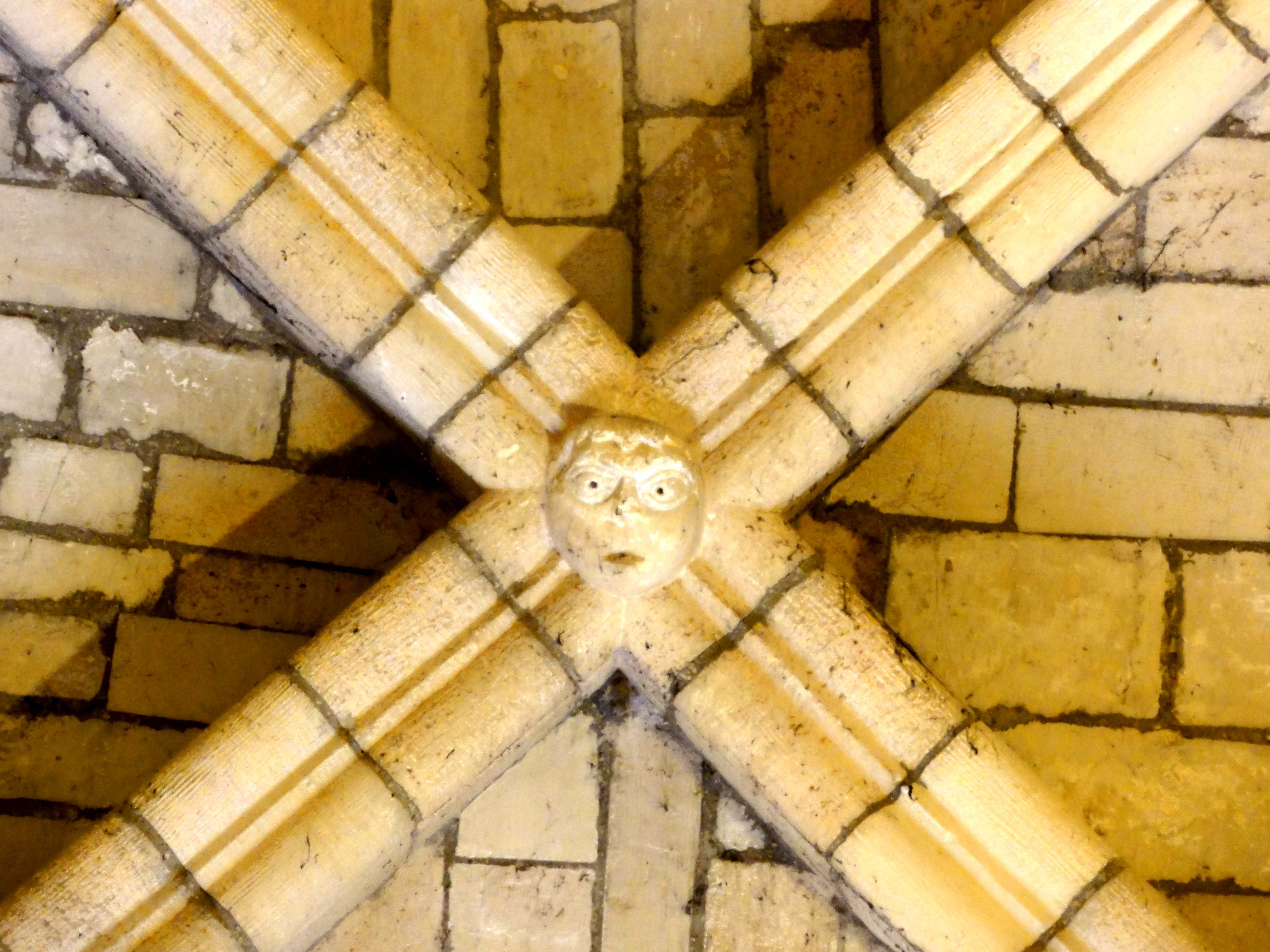
Clé de voûte de la croisée du transept.
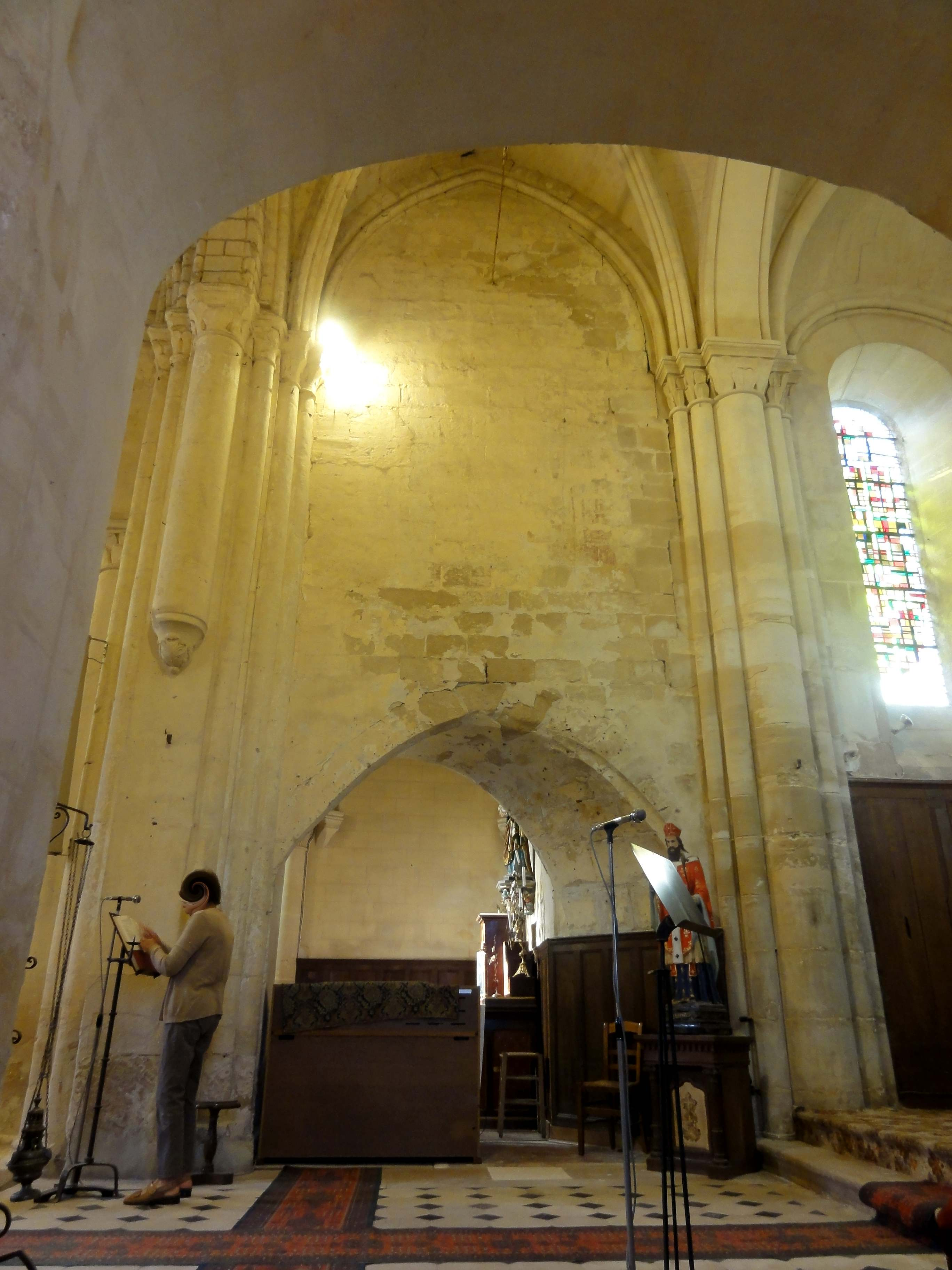
Chœur, 1re travée, élévation nord.
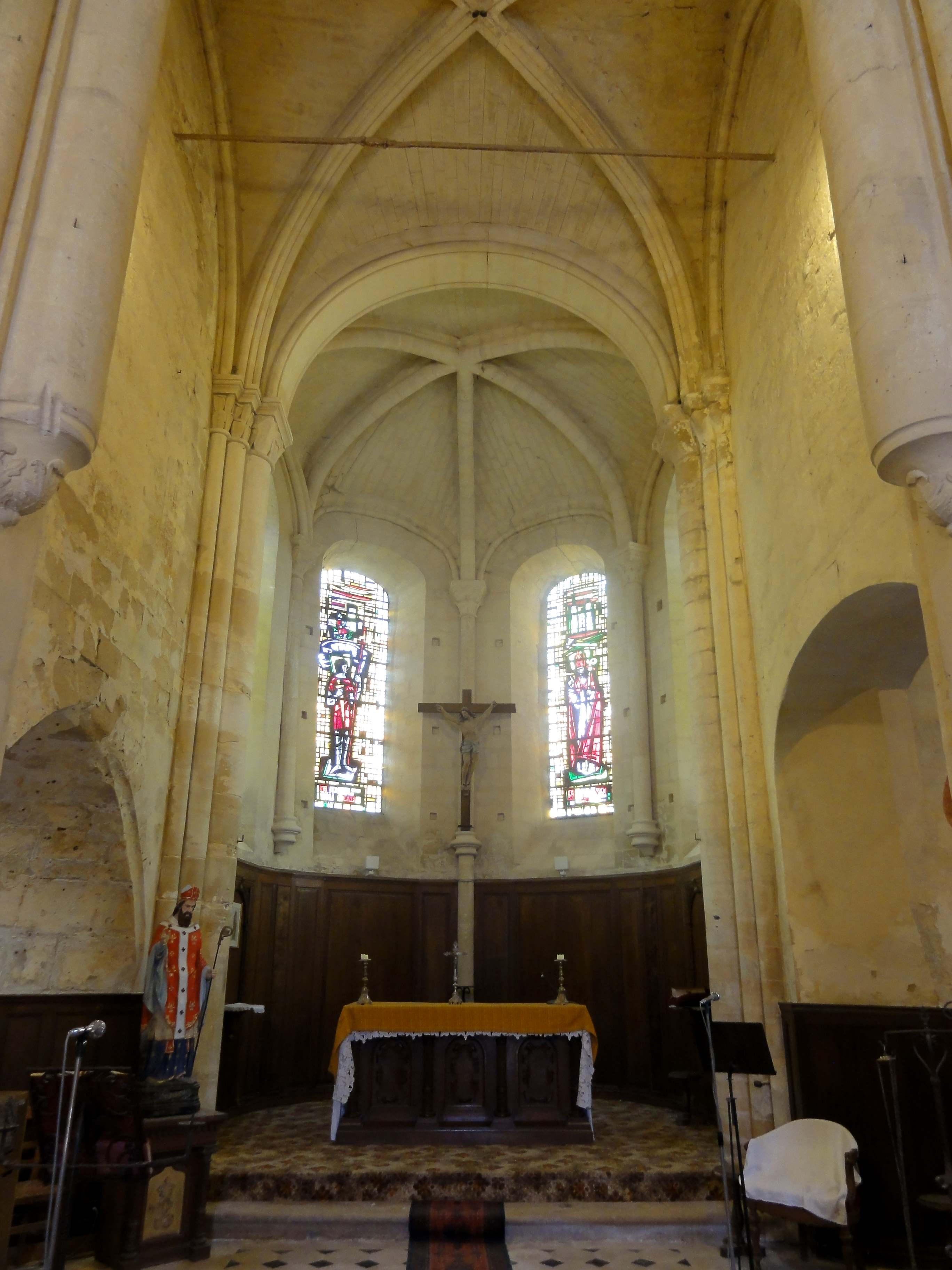
Chœur, vue vers l'est.
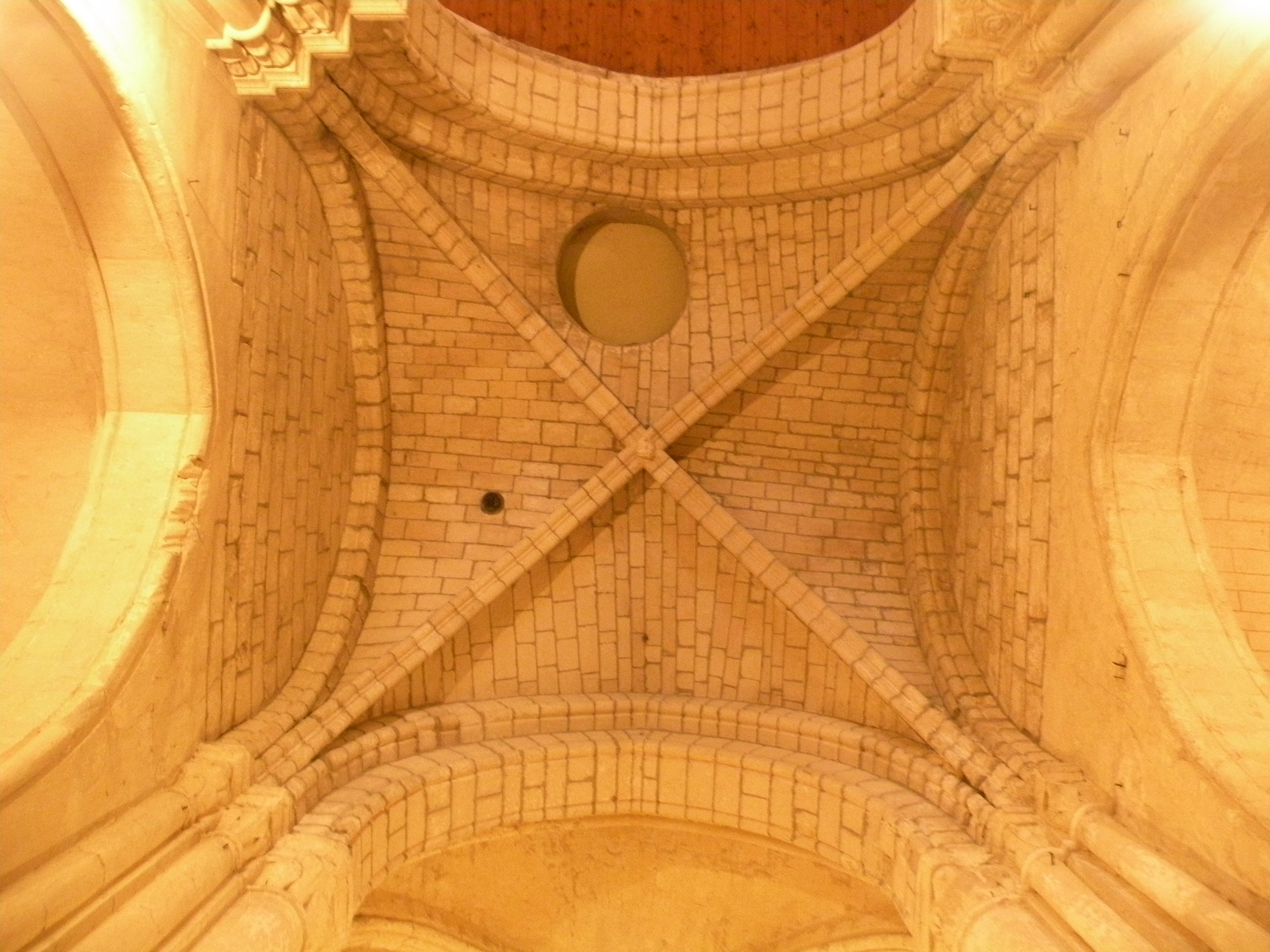
Voûte de la croisée du transept.
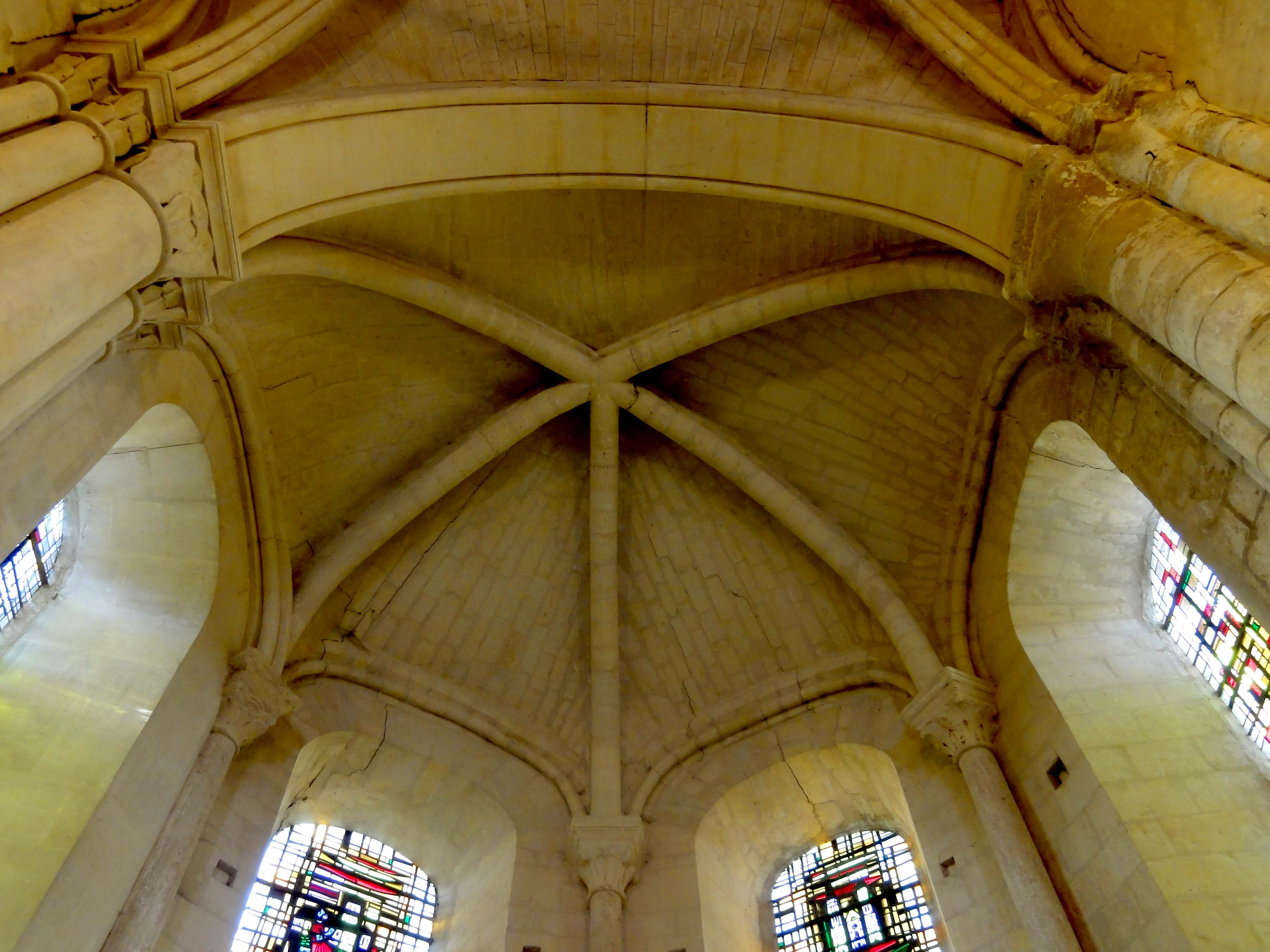
Voûte de l'abside.

#### Croisillons et chapelles

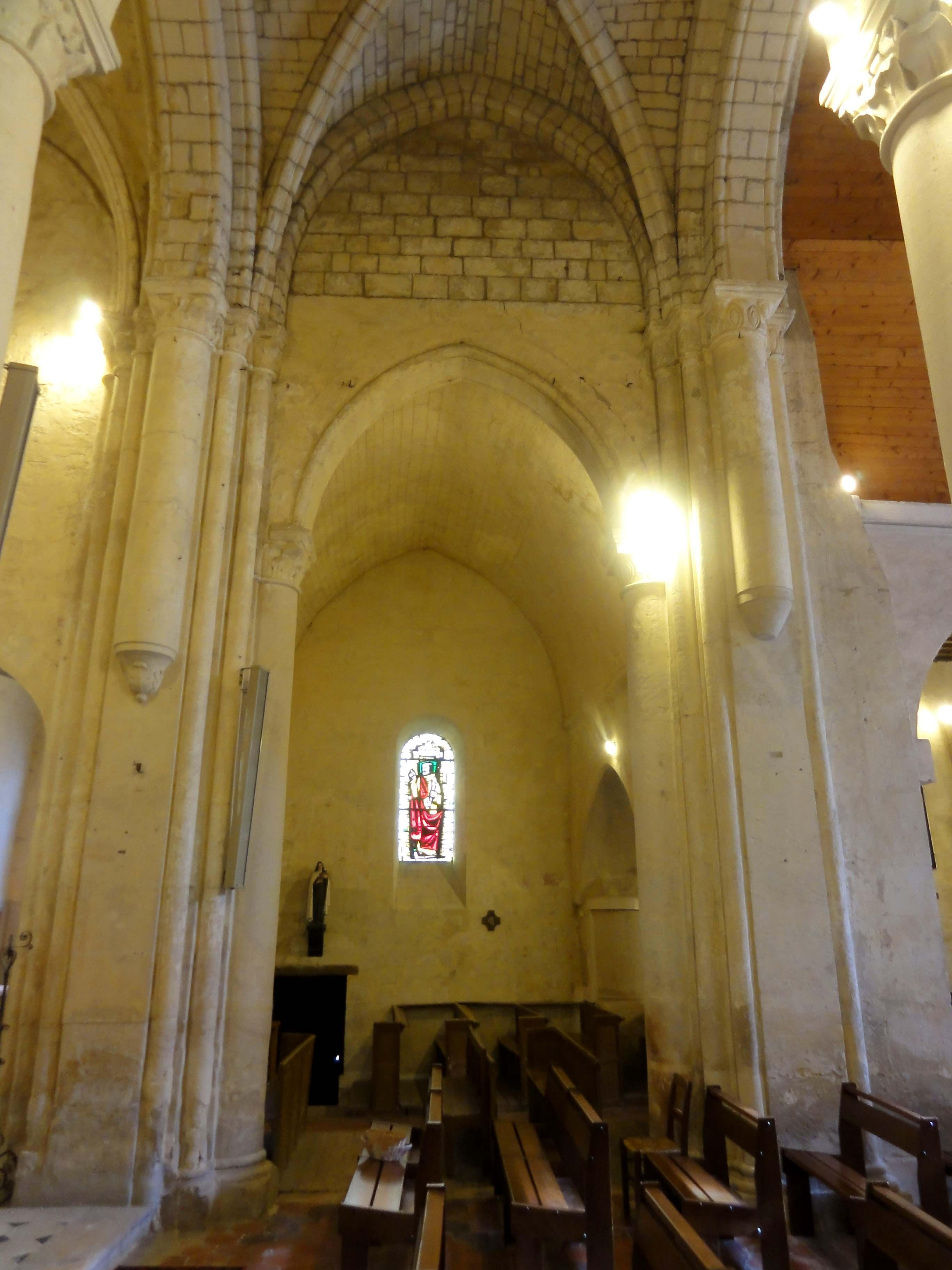
Croisée, vue vers le sud.

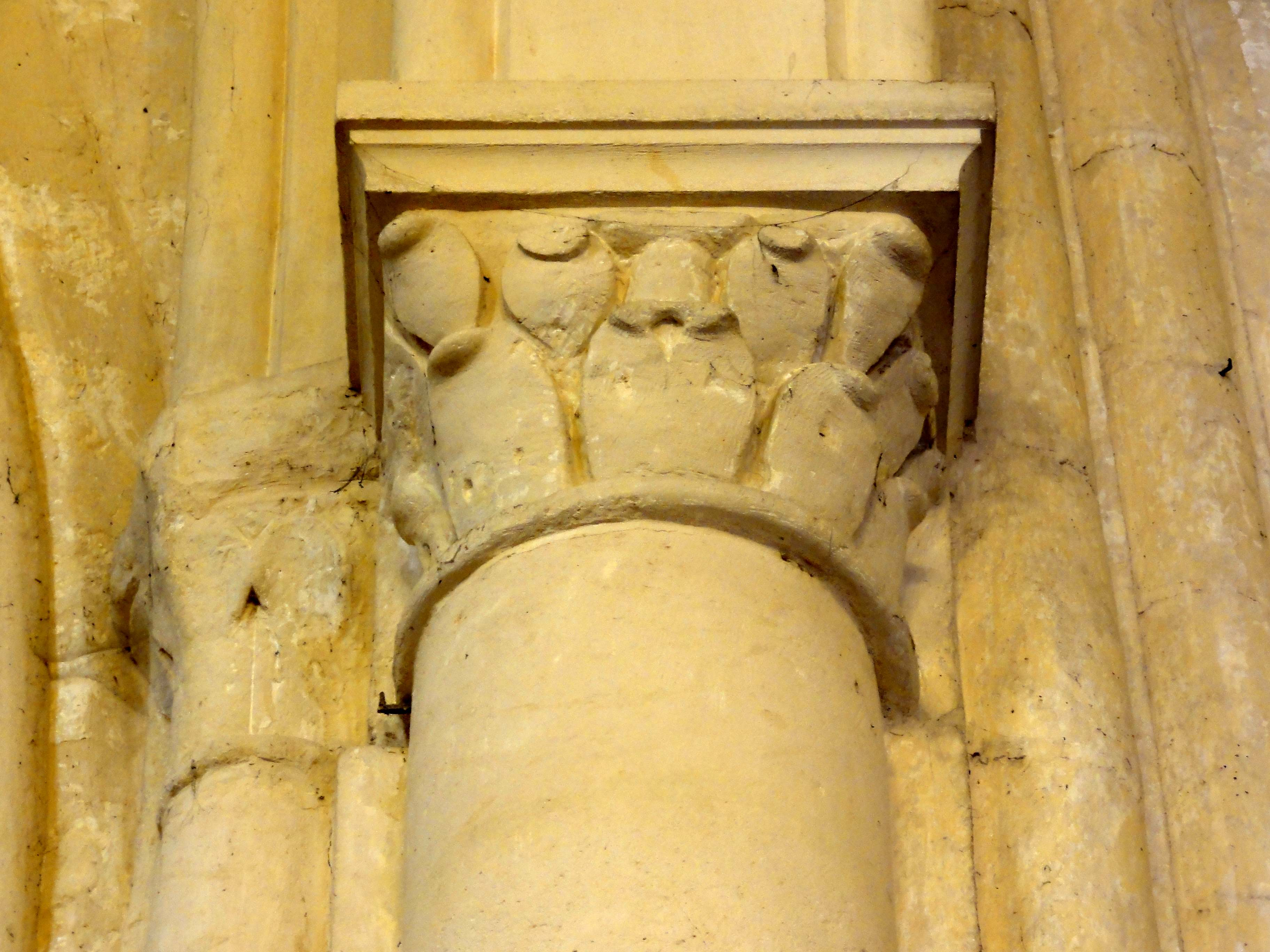
Arcade vers le croisillon nord, chapiteaux côté est.

Les deux croisillons s'ouvrent depuis la croisée du transept par des arcades identiques en tiers-point, bien que les croisillons soient de nature différente. Les arcades sont à simple rouleau vers la croisée, mais à double rouleau vers l'intérieur des croisillons. Les dimensions des fûts de colonne sont les mêmes que pour le vaisseau principal, les arcades sont moulurées de la même façon, et les chapiteaux et tailloirs ne présentent pas non plus de différences notables. Il n'y a aucun support dans les angles méridionaux du croisillon sud. La voûte en berceau retombe sur un bandeau chanfreiné. Elle est badigeonnée et peinte en faux appareil, ce qui cache peut-être un appareil moins régulier et soigné que dans les travées gothiques. Sinon, le croisillon sud ne donne pas lieu à d'autres remarques, pas davantage que les arcades vers le bas-côté, déjà décrite, et vers la chapelle orientée, analogue aux arcades latérales de la première travée du chœur. La chapelle orientée sud frappe par sa forme très barlongue, dans le sens nord-sud. Elle est éclairée au sud par une grande fenêtre en plein cintre qui date, dans sa forme actuelle, de la période moderne. Du fait de l'adjonction de la sacristie à l'est, aucune fenêtre d'origine ne subsiste.
Dans le croisillon nord et la chapelle orientée du nord, les motifs des chapiteaux présentent plus de variété que dans les autres travées gothiques. On y rencontre des feuilles d'acanthe et quelques figures d'animaux. Cependant, aucun des chapiteaux de l'arcade ouvrant dans la chapelle n'est plus authentique. Tous ont été resculptés, et Louis Régnier estime qu'ils sont d'une grande sécheresse. Les chapiteaux à feuilles d'acanthe sont conformes à l'époque de construction, mais il saute à l'œil qu'ils sont presque neufs comparés aux autres. Un chapiteau à gauche de l'arcade vers la chapelle orientée, où figure un monstre ailé, est plutôt d'inspiration néogothique. Dans l'angle nord-est de la chapelle, figure un atlante plus propre à la période romane (Bury, Cambronne-lès-Clermont). En face, au sud-est, on voit une tête humaine. — La voûte du croisillon retombe sur des culs-de-lampe près de l'arcade vers la croisée, et sur des colonnettes appareillées dans les deux angles au nord. Le profil des ogives est d'une arête entre deux tores, comme dans la croisée, et la clé de voûte est ornée d'un tout petit médaillon, qui semble représenter un animal, peut-être un agneau (mais pas l'Agneau de Dieu). Il n'y a pas de formerets. Le mur septentrional reste intéressant. Il est structuré horizontalement par un boudin, et la fenêtre en arc brisé est surmontée d'une double archivolte torique, qui retombe sur les tailloirs de deux paires de colonnettes à chapiteaux. Les tailloirs des colonnettes extérieures se continuent jusqu'aux extrémités du mur. Le profil des tailloirs est différemment composé, et les motifs sont des quadrupèdes et des oiseaux. — La chapelle s'ouvre par une arcade à double rouleau, et elle est de plan carré. La voûte a les mêmes caractéristiques que celle du croisillon, et retombe aussi sur des culs-de-lampe dans les extrémités nord-est et sud-est. Il n'y a pas de fenêtre. — Bien qu'un bas-côté ne semble jamais avoir existé au nord de la nef, le mur occidental de la chapelle comporte une arcade bouchée, qui est analogue à celle vers la chapelle, mais plus petite. Elle pourrait aussi correspondre à un portail bouché, mais curieusement, aucune trace d'ouverture n'est visible à l'extérieur. La fenêtre en haut de l'arcade factice ou bouchée est en plein cintre.

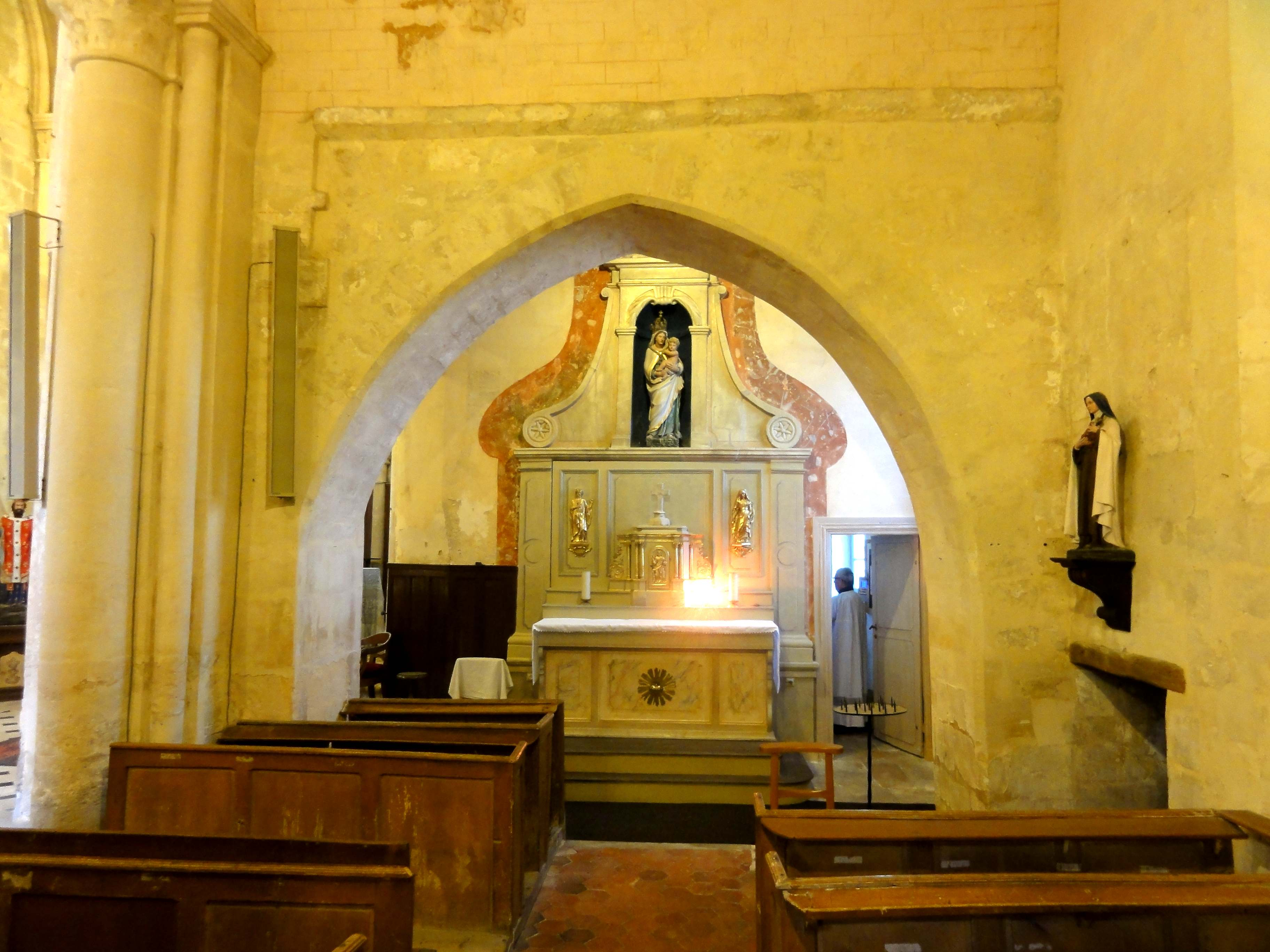
Croisillon sud, vue dans la chapelle orientée sud.
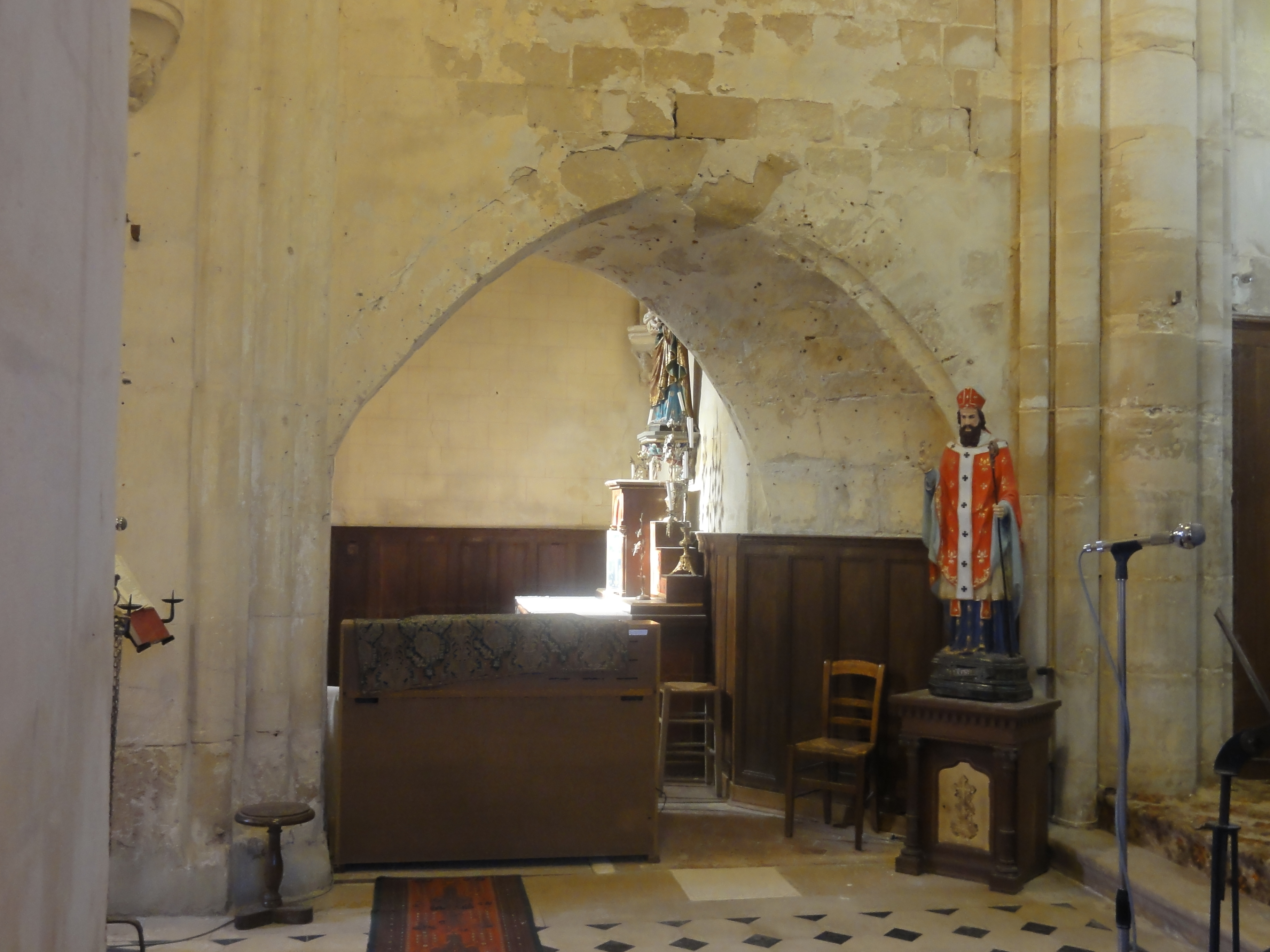
Chœur, arcade vers la chapelle orientée nord.
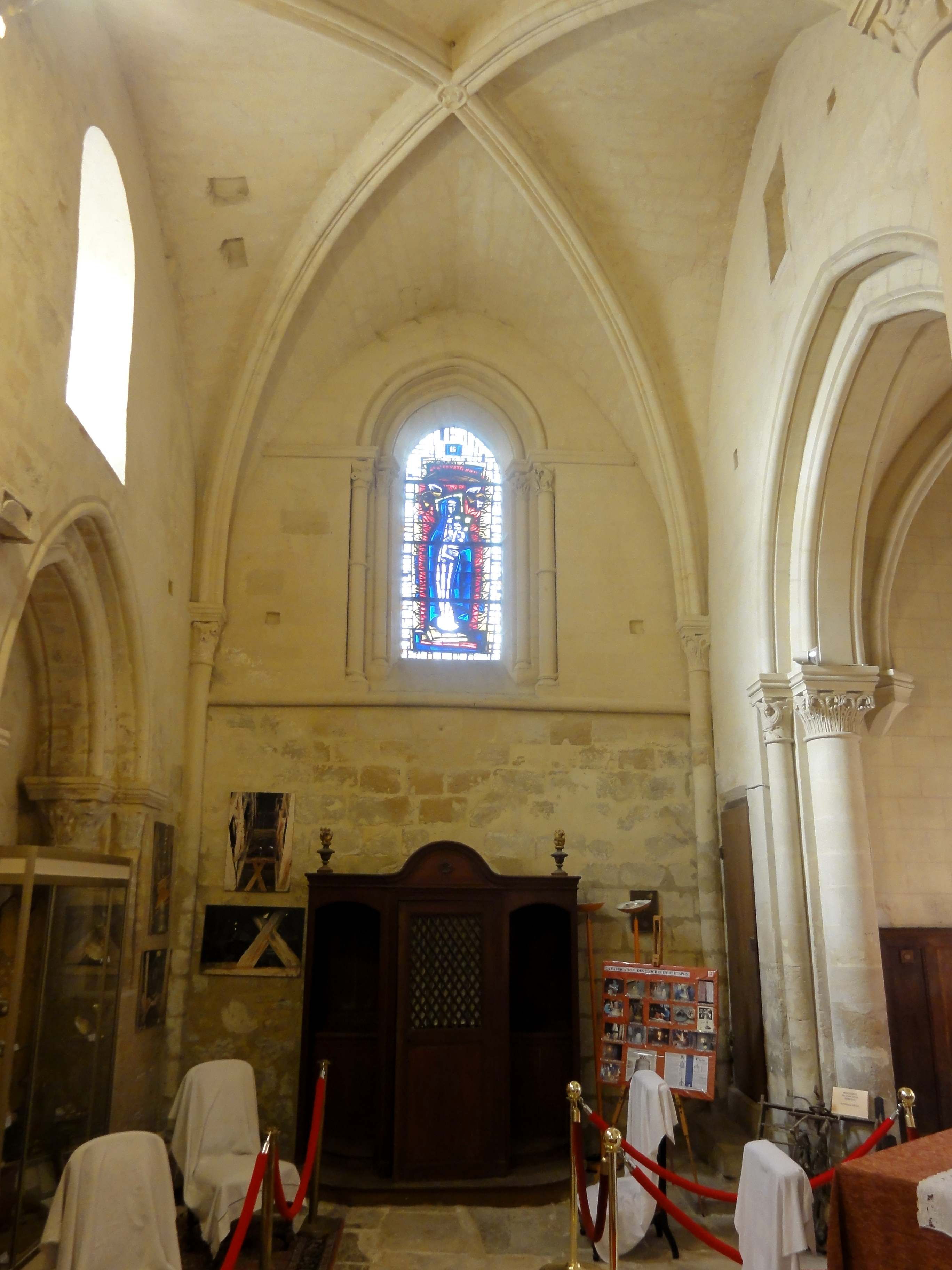
Croisillon nord, vue vers le nord.
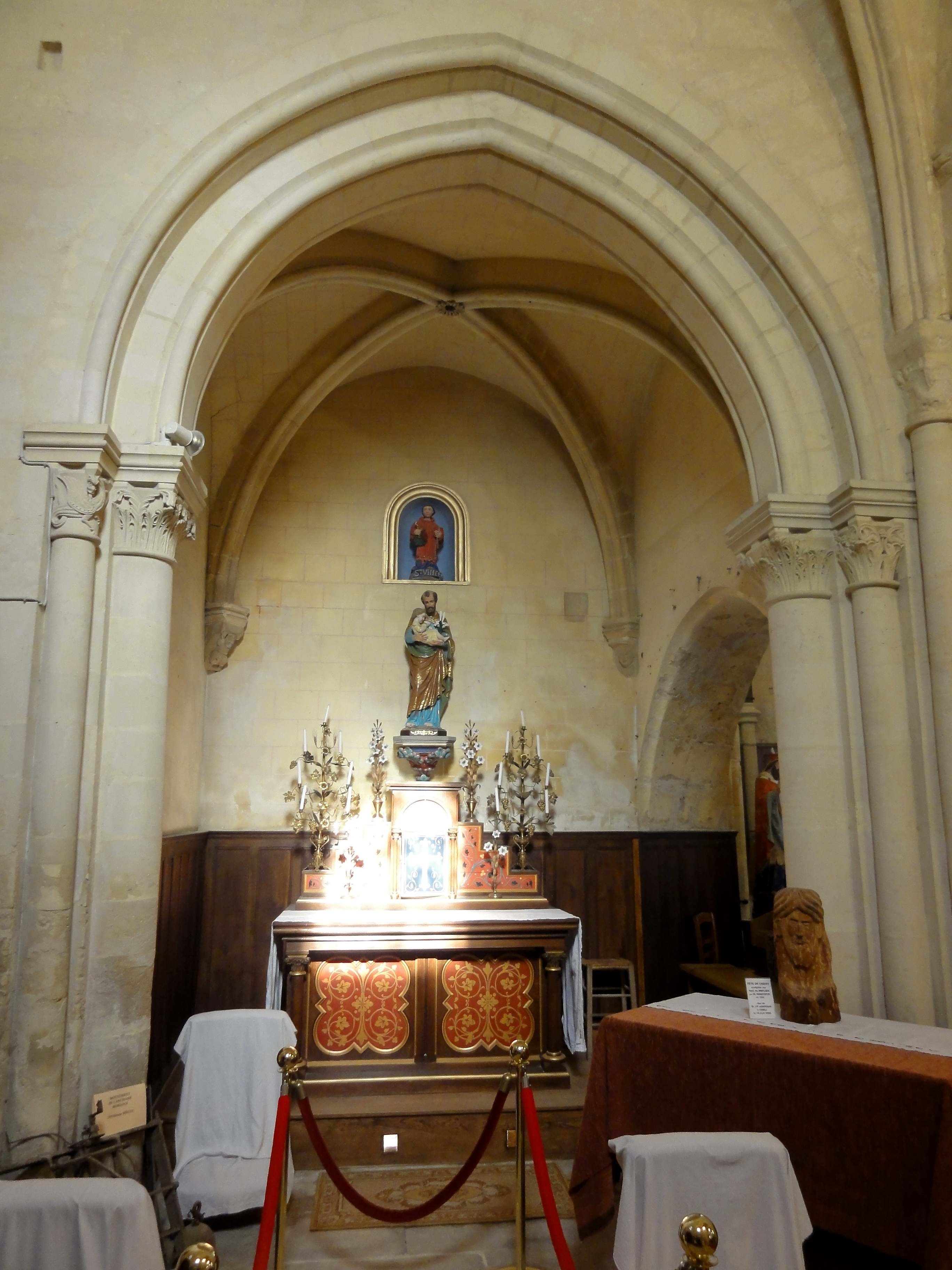
Chapelle orientée nord.
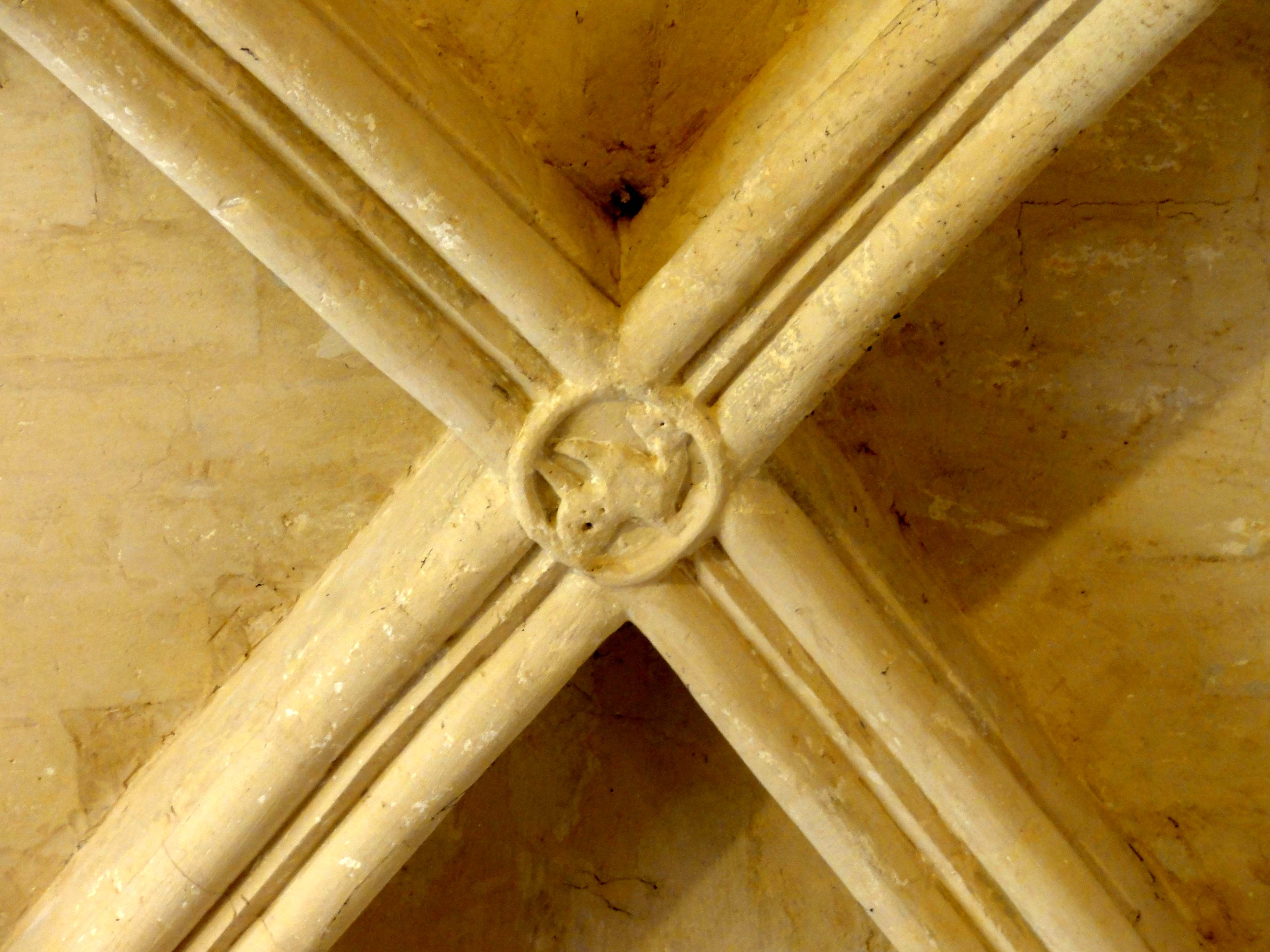
Croisillon nord, clé de voûte.
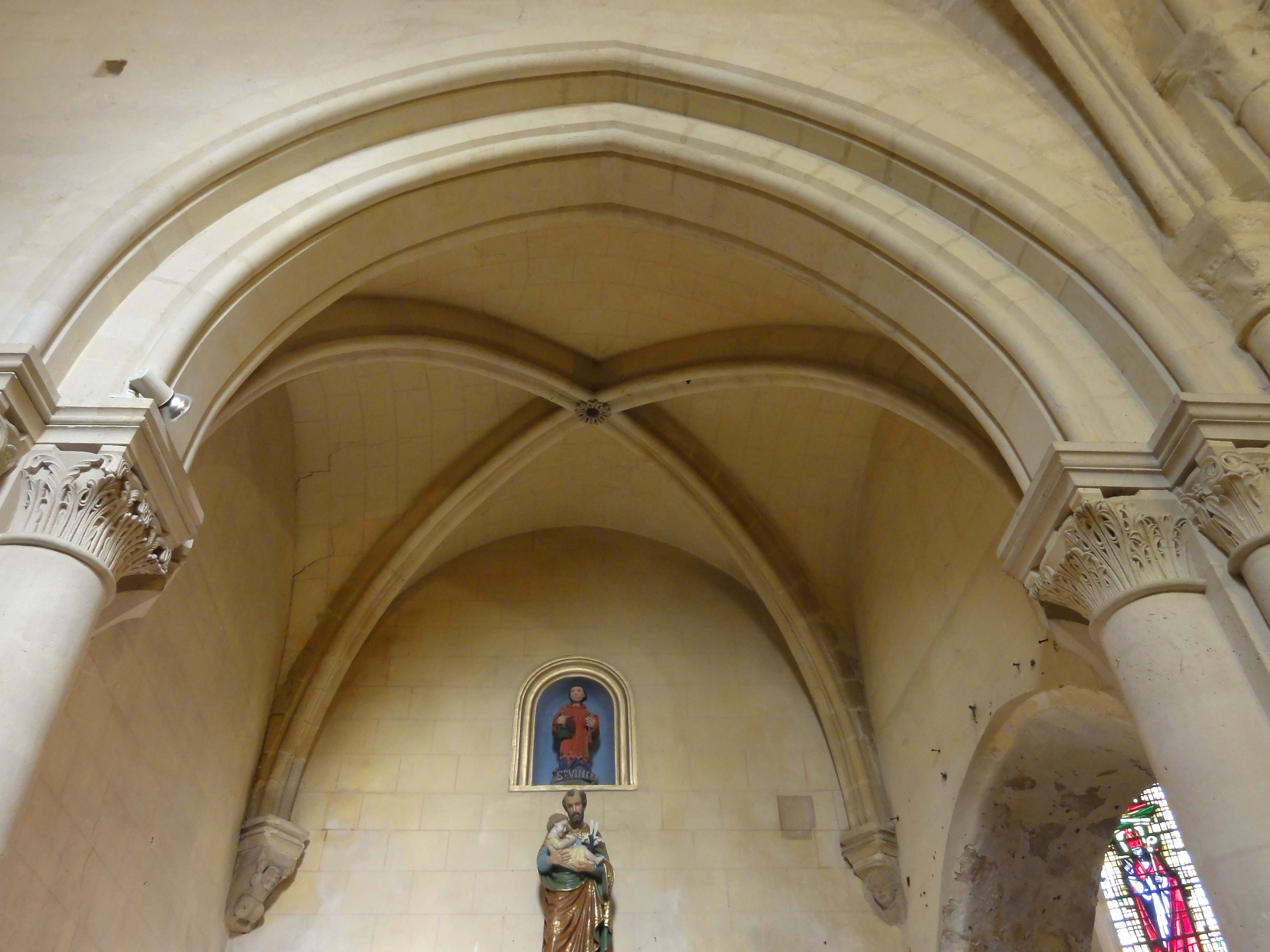
Voûte de la chapelle orientée nord.

### Extérieur

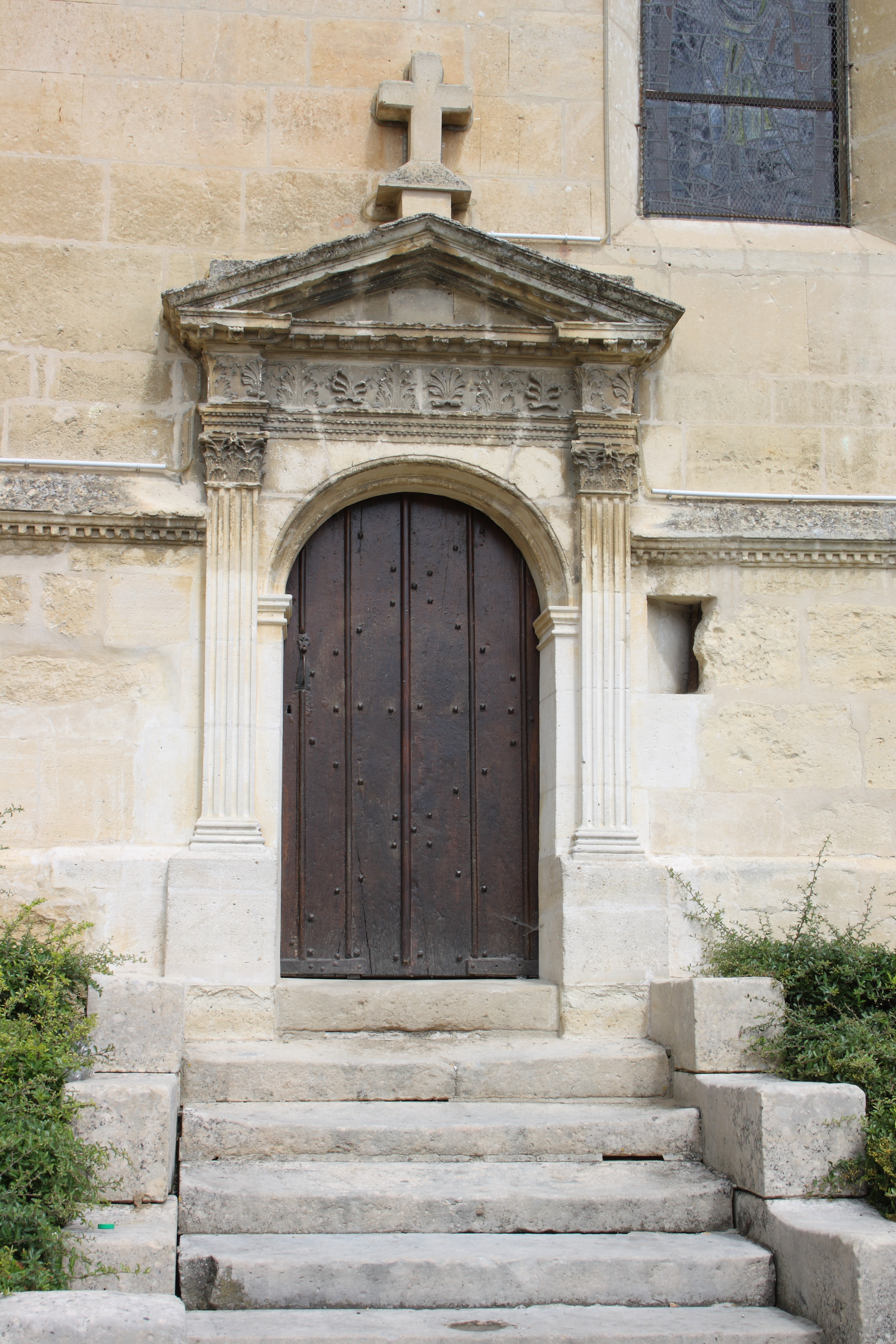
Portail du bas-côté sud.

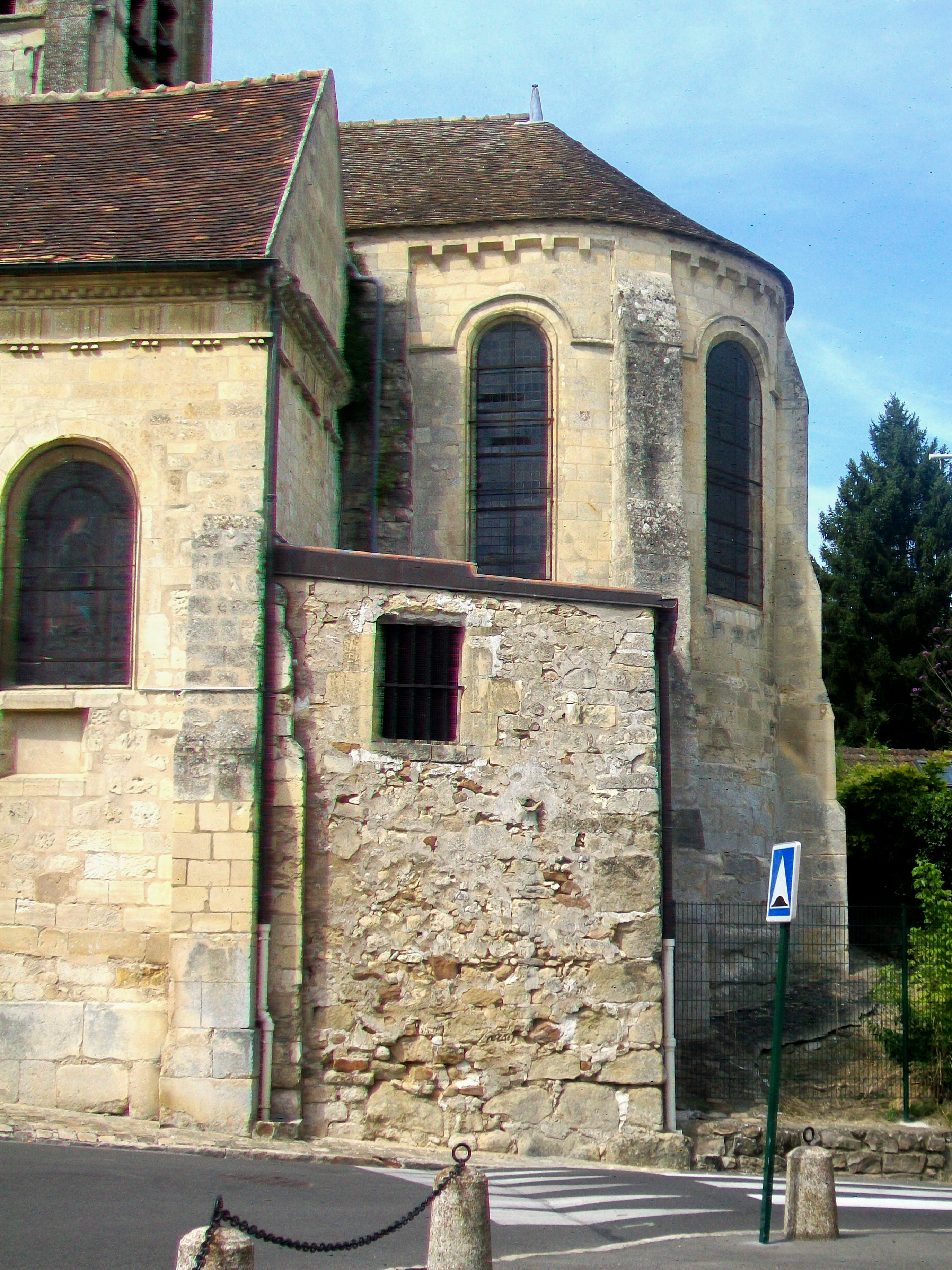
Abside, côté sud.

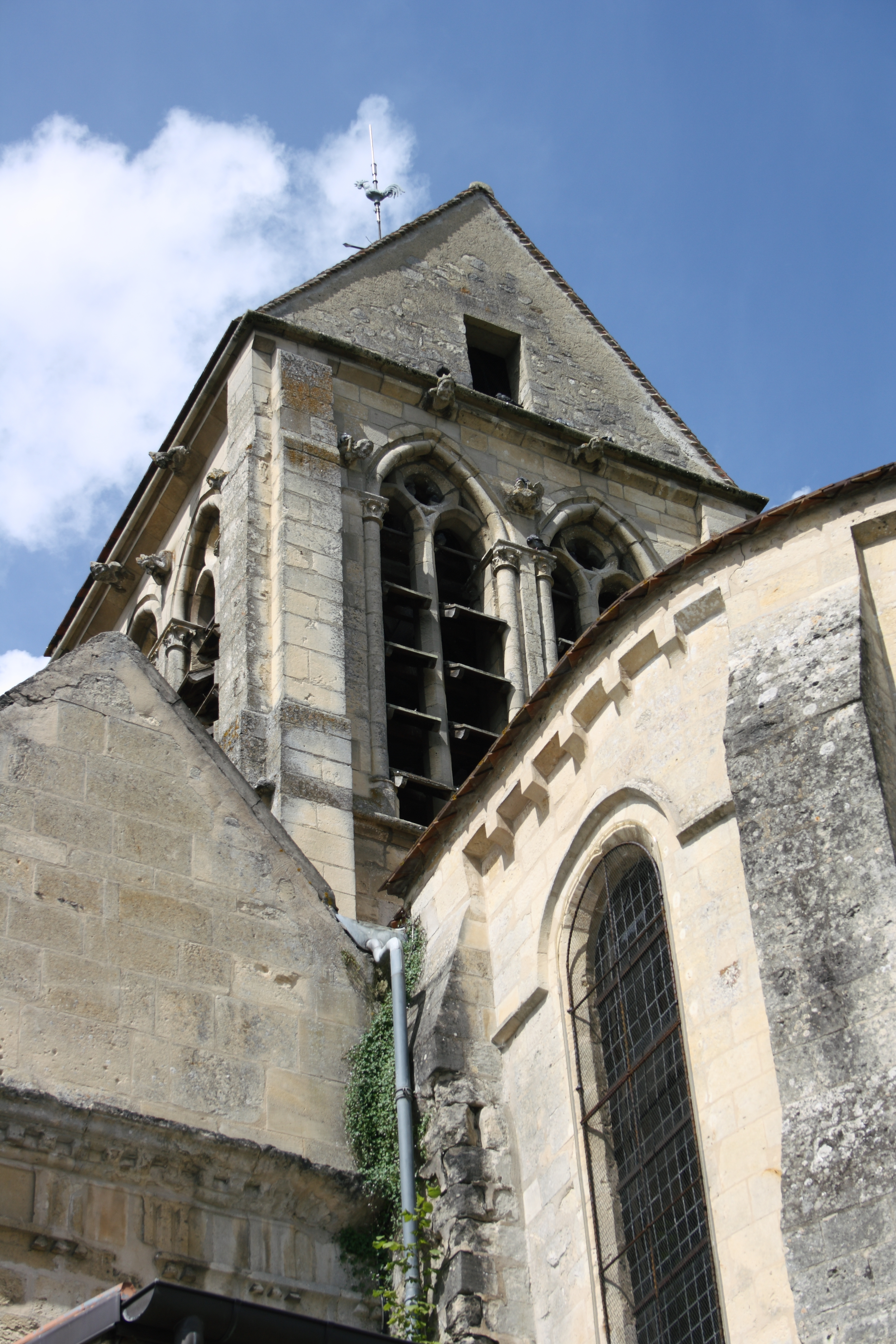
Clocher et abside.

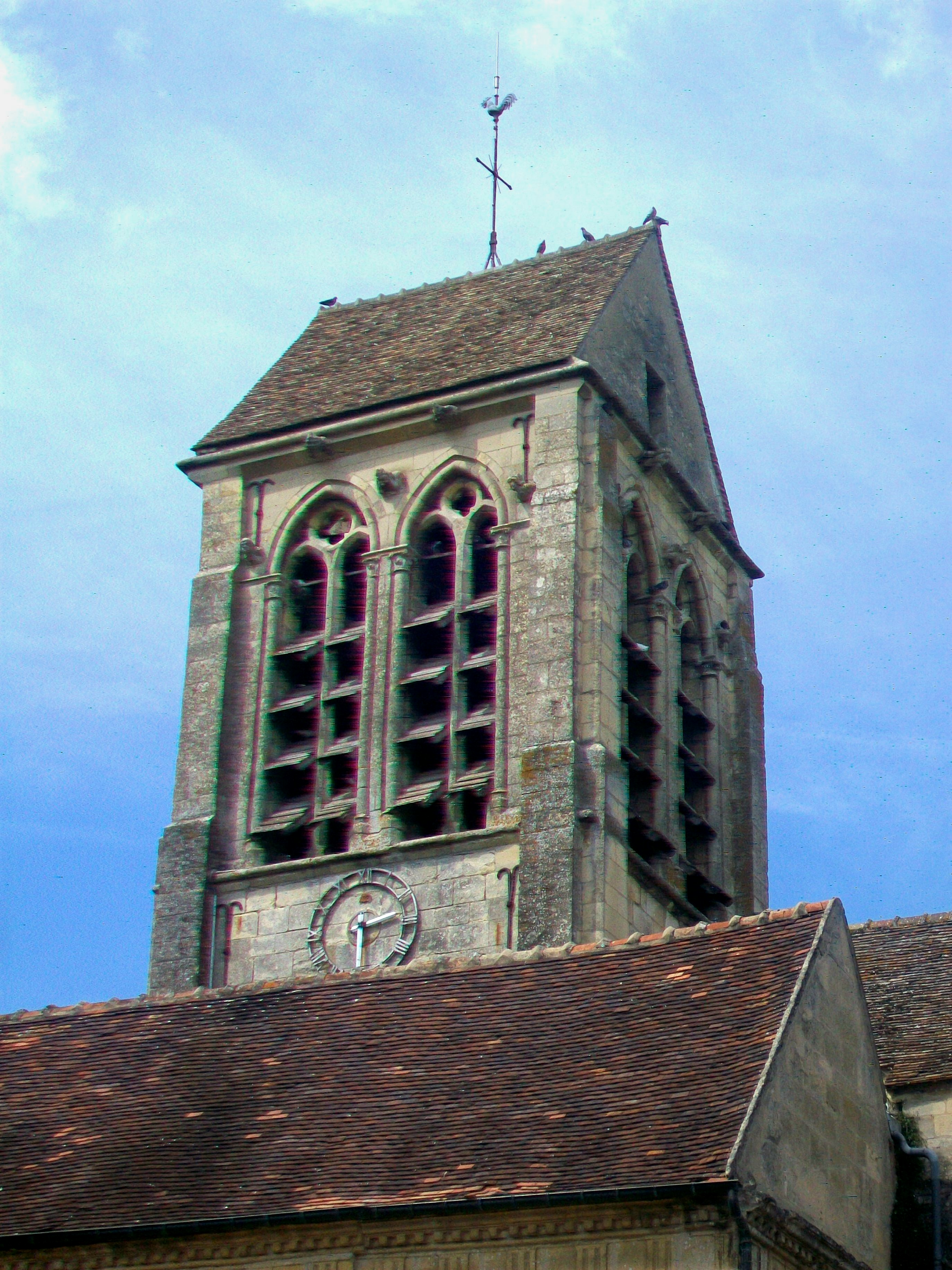
Clocher.

L'élévation méridionale donne une certaine image d'unicité architecturale qui ne correspond pas à la structure intérieure de l'église. Sans tenir compte de la sacristie, on ne voit que trois époques de construction : le troisième quart du XVIe siècle pour le bas-côté, le croisillon et la chapelle sud ; la seconde moitié du XIIe siècle pour l'abside et les contreforts du croisillon et de la chapelle ; et la fin du XIIIe siècle pour le clocher. La façade Renaissance dessinée par Nicolas Le Mercier ou son collaborateur a été bâtie à l'occasion de la construction du bas-côté, mais selon Louis Régnier, on projetait certainement de remplacer le croisillon et la chapelle sud par deux travées Renaissance dans le même style que le bas-côté. Dans cette perspective, l'entablement dorique du bas-côté a été prolongé jusqu'à la jonction avec l'abside, et les trois parties de l'église qu'il décore ont été portées à la même hauteur, et recouvertes par une toiture commune.
L'entablement est fort simple. Il comporte seulement des triglyphes à gouttes, et est surmonté d'une corniche de denticules. En plus de l'entablement, les travées du bas-côté proprement dit sont en outre pourvues d'un larmier au niveau du seuil de la fenêtre de la première travée. Un rang de dentelures court directement en dessous. L'unique contrefort réalisé vers 1561 présente à son sommet un chapiteau de pilastre orné de trois rosaces ou patères, et est couronné par deux ailerons gémelés, dont le dos est sculpté de feuillages. Au lieu de remanier le contrefort à ressauts du milieu du XIIe siècle à l'intersection avec le bas-côté, l'architecte a ajouté un pilastre immédiatement à sa gauche. C'est un compromis, dont le résultat ne convainc pas. Un autre compromis a été fait sur le plan des fenêtres, car aucune ne se ressemble. La fenêtre romane du croisillon a été maintenue. La seconde travée est éclairée par une fenêtre désaxée, car le petit portail occupe le milieu. On aurait toutefois pu concevoir un portail englobant une fenêtre. Seule la première travée possède une large fenêtre avec un remplage à deux formes en plein cintre, qui sont surmontées d'un soufflet et de deux mouchettes simplifiés. Quant à la fenêtre de la chapelle, elle est largement postérieure. Aucune fenêtre n'est entourée de moulures. En revanche, le portail fait preuve d'une certaine recherche stylistique. Il est flanqué de deux pilastres corinthiens cannelés, qui supportent un entablement décoré de feuilles d'acanthe dressées verticalement. Le fronton triangulaire, bien proportionné, est sommé d'une croix, qui est un ajout postérieur et rompt avec le style du reste. On avait également ajouté deux boules, qui ont disparu entre-temps.
L'abside conserve son aspect authentique des années 1150 / 1160. Elle paraît à la fois sobre et harmonieuse. Malheureusement, elle est un peu cachée depuis le rehaussement du toit de la chapelle et la construction de la sacristie. Les contreforts sont toujours assez plats, comme à la période romane. Ils sont à quatre glacis et sans larmiers. En dessous des fenêtres, les murs de l'abside se retraitent trois fois grâce à des fruits. Les fenêtres, en cintre surbaissé, sont décorés très simplement d'un bandeau biseauté en forme de sourcil, qui se continue jusqu'aux contreforts voisins. La corniche relie les parties supérieurs des contreforts, qui sont à peine saillants. Ainsi, chaque travée de l'abside forme une sorte de panneau, ce qui est d'un bel effet. La corniche est biseautée et s'appuie sur cinq corbeaux par travée. La partie inférieure des corbeaux est concave, et les arêtes sont échancrées, mais il n'y a aucun décor sculpté. Le croisillon sud possède déjà la même corniche, visible depuis l'intérieur du bas-côté sud. La simplicité de la corniche n'est pas imputable à la période de construction, qui connaît une grande variété de corniches moulurées et sculptées, dont la corniche beauvaisine, largement présente dans le Vexin français (Auvers-sur-Oise, Brignancourt, Ennery, Frouville, Nesles-la-Vallée, Santeuil, etc.).
Le clocher, en bâtière, se compose d'un court étage intermédiaire qui évite que ses baies ne soient obturées par les toitures, et d'un étage de beffroi. Les contreforts plats à deux faibles ressauts évoquent une période de construction assez haute, mais comme déjà remarqué, les autres caractéristiques indiquent une date beaucoup plus tardive. On a employé exclusivement de la pierre de taille. Chaque face de l'étage de beffroi est ajourée de deux hautes baies en tiers-point, qui s'ouvrent entre deux colonnettes à chapiteaux, et sous une archivolte torique. Un étroit trumeau sépare les colonnettes des fenêtres voisines, mais les tailloirs des chapiteaux sont continus, et à gauche et à droite de chaque face, ils se continuent jusqu'aux contreforts. Selon une disposition peu courante dans la région, chaque fenêtre est pourvue d'un remplage à deux lancettes, qui sont surmontées d'un quatre-feuilles. Les meneaux sont biseautés, au lieu d'être toriques, et donc dépourvues de chapiteaux, mais possèdent néanmoins des bases sommaires. Il est encore à noter que les baies sont aussi flanquées de colonnettes à chapiteaux vers l'intérieur du clocher, comme parfois les arcades d'un triforium. Le décor est complété par des têtes humaines très saillantes, qui sont au nombre de cinq sur chaque face : trois dans les écoinçons, et deux sur la corniche. Un décor semblable se trouve sur le clocher du Bellay-en-Vexin. La corniche elle-même se compose d'un bandeau chanfreiné et d'un tore. Les pignons du toit en bâtière sont percés chacun d'une ouverture rectangulaire.
La façade occidentale a été entièrement reprise au XIXe siècle, ce qui vaut non seulement pour la nef, mais aussi pour le bas-côté Renaissance. Son toit à croupe est dissimulé par un mur-écran, qui dépasse la hauteur du mur méridional. Il n'y a plus de contreforts à l'angle sud-ouest ; en vue du voûtement initialement prévu, il devait y en avoir, tout comme au sud. En revanche, on trouve des contreforts à l'intersection avec la nef, ainsi qu'à l'angle sud-ouest. Ils ne vont pas jusqu'en haut des murs, comme sur la chapelle du sud, et pourraient correspondre aux contreforts d'origine. Les murs sont en gros moellons, sauf pour les soubassements, qui sont en pierre de taille. Au nord de la nef, le soubassement est de la même nature qu'à l'ouest, tandis que le reste du mur est enduit. Avec les deux fenêtres en plein cintre repercées à l'époque moderne, rien n'indique une construction romane. Le croisillon nord est plus proche de son état d'origine que son homologue du sud, mais il a été exhaussé, et il n'y a pas de corniche. L'angle nord-ouest est épaulé par deux contreforts à trois glacis, et un contrefort semblable est visible au nord, à l'intersection avec la cage d'escalier. L'élément le plus intéressant est le cordon de fleurs de violettes qui décore l'arc à peine brisé de la fenêtre du nord.

## Mobilier

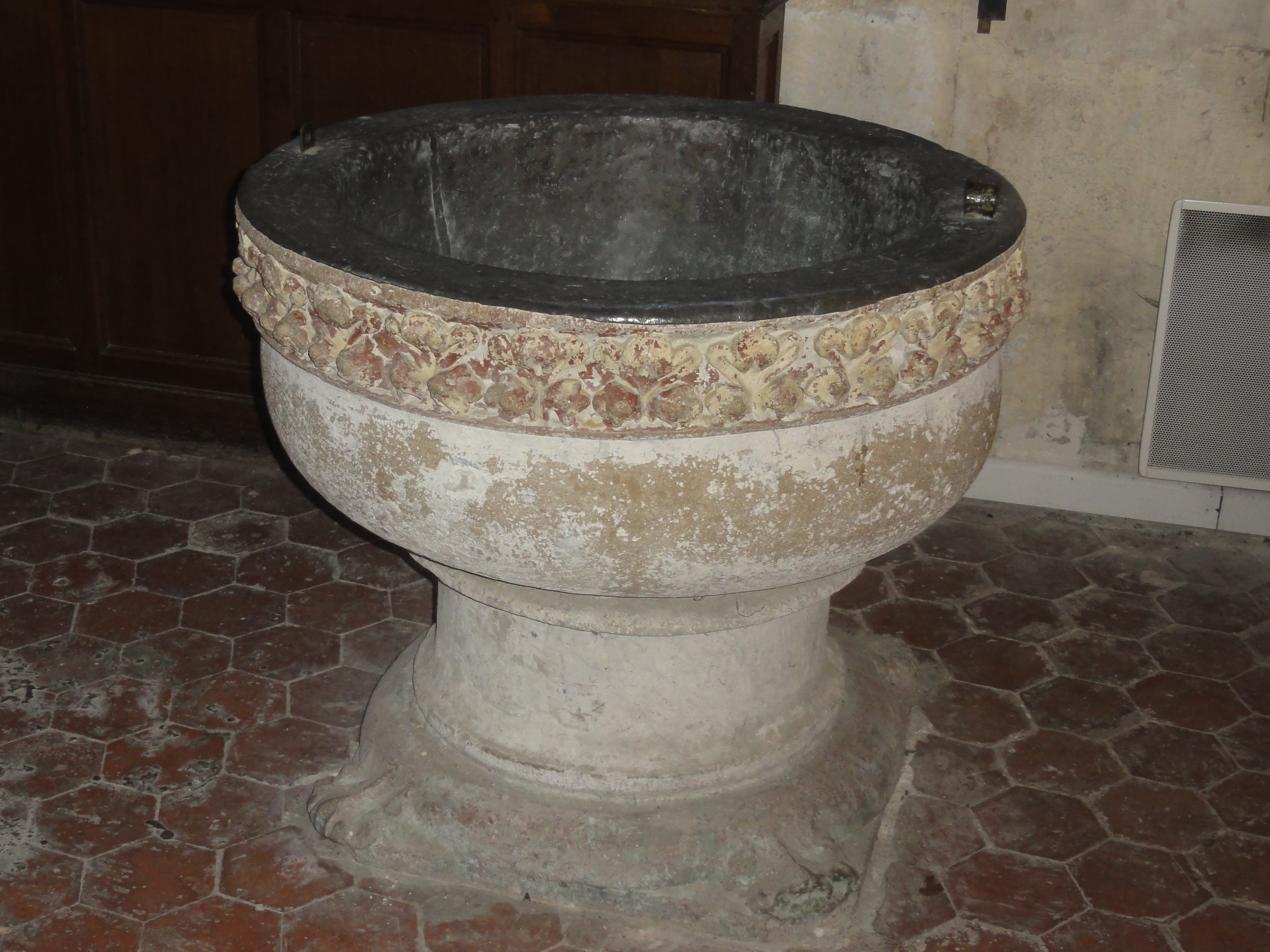
Fonts baptismaux.

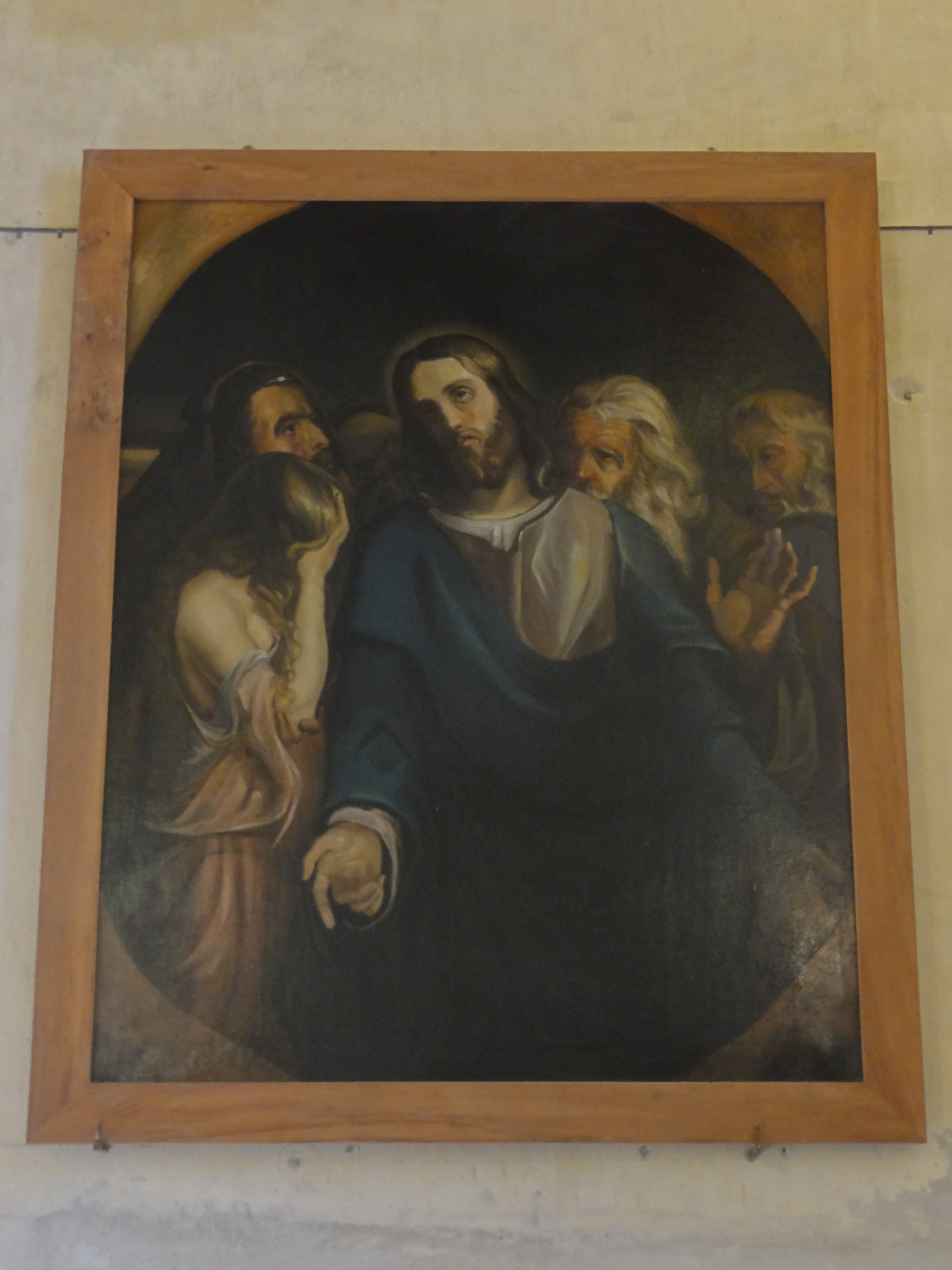
Le Christ et la femme adultère.

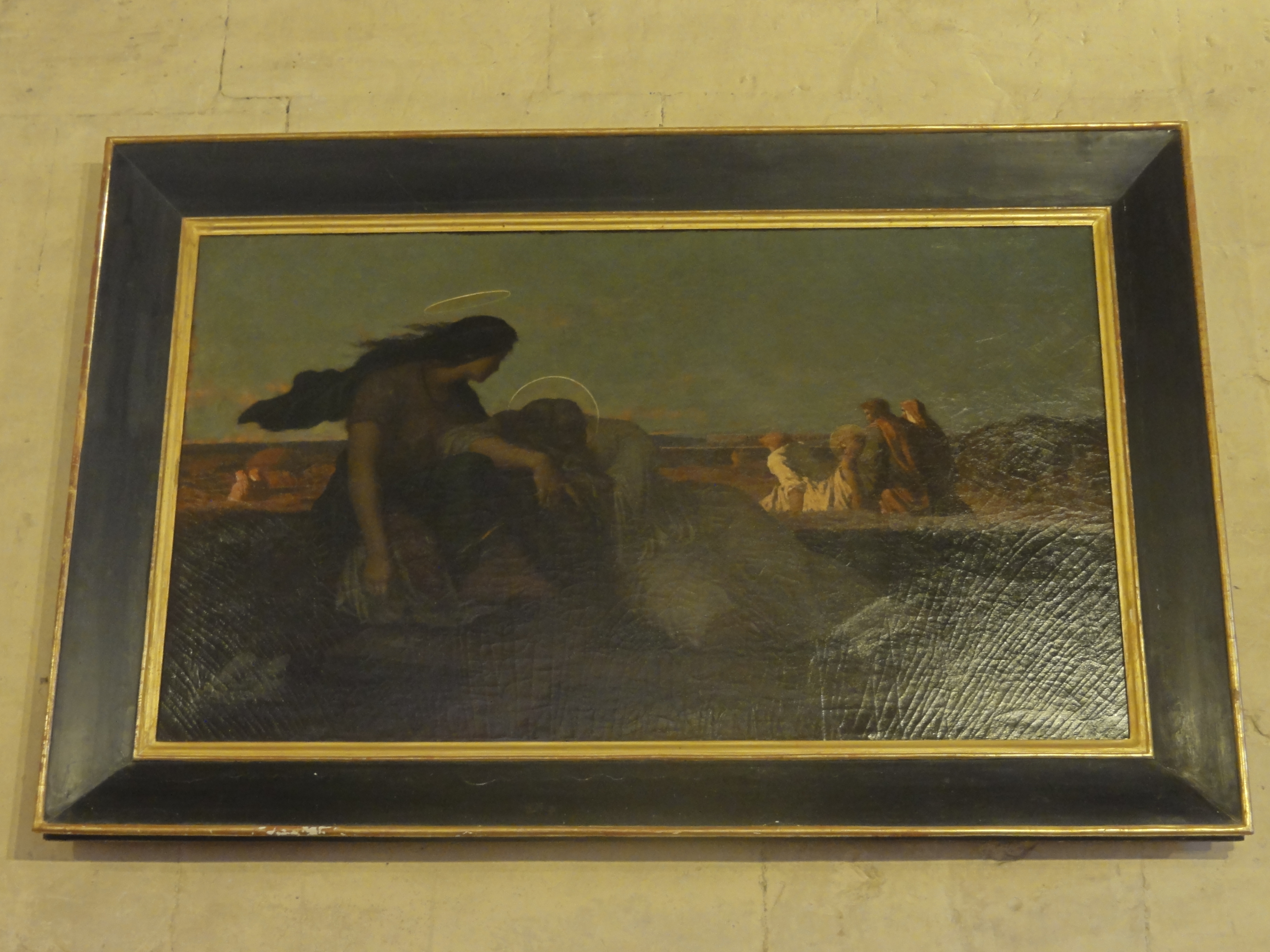
Le Christ porté au sépulcre.

Parmi le mobilier de l'église, les fonts baptismaux et deux grands tableaux peints à l'huile sur toile sont classés aux monuments historiques au titre objet.
- Les fonts baptismaux se trouvent dans la première travée du bas-côté sud, qui n'est que de 1561, mais remontent néanmoins au XIIIe siècle et constituent l'élément du mobilier le plus ancien de l'église Saint-Denis. Ils se présentent sous la forme d'une cuve baptismale à infusion avec socle. De plan circulaire, la cuve est décorée sous son bord d'une haute frise d'élégants feuillages, dont Louis Régnier salue le dessin sobre, aux lobes arrondies, dans le meilleur goût du temps. Le socle se compose d'un gros fût de colonne légèrement incurvé avec astragale, et d'une base à tore aplati, dont la partie inférieure est carrée et flanquée de griffes végétales. La hauteur est de 82 cm, et le diamètre en haut de la cuve est de 93 cm. L'intérieur de la cuve est revêtu de plomb, et il n'y a plus de couvercle. Les fonts baptismaux sont classés depuis 1911[22],[23].
- Le tableau « Le Christ et la femme adultère avec les vieillards» ou « le Christ entre quatre disciples » illustre l'épisode relaté dans l'Évangile selon Jean 8, 1-17. C'est en fait une ébauche, qui est attribuée à Théodore Chassériau (20 septembre 1819 - 8 octobre 1856). L'œuvre datable du milieu du XIXe siècle a été classée en 1912. Elle mesure 162 cm de haut et 125 cm de large, et a été restauré en 1981[24].
- Le tableau intitulé « Le Christ porté au sépulcre » est parfois qualifié de Mise au tombeau, mais le tombeau n'y figure pas, et la scène représentée au premier plan représente apparemment saint Jean, effondré de chagrin, se faisant consoler par la Vierge Marie. On ne voit pas la figure de premier, ni le regard de la dernière, dont la tête est figurée en profil. L'œuvre de Yan' Dargent (15 octobre 1824 – 19 novembre 1899) préfigure le symbolisme. Elle n'est pas datée, et mesure 88 cm de haut et 150 cm de large. Le classement ne remonte qu'à 1996[25].

Un troisième tableau de grand format est d'une valeur artistique certaine, mais n'a pas encore été classé. Louis Régnier suppose que le sujet est l'arrestation de saint Denis, patron de l'église, devant le préfet Fescennius, après la trahison par la femme de Lisbius, que l'on aperçoit tout à gauche. Un petit tableau a pour sujet l'Adoration des Mages, et un autre, Jésus enfant jouant avec le petit saint Jean Baptiste devant la Vierge Marie, dont toute l'attention se porte sur son fils. Les statues sont presque toutes postérieures à la Révolution, sauf sans doute un tout petit saint Vincent, en haut du retable de la chapelle orientée du nord, et la Vierge à l'Enfant dans la niche du retable de la chapelle orientée du sud. Outre une Vierge à l'Enfant en miniature, dans la nef, on trouve saint Antoine, sainte Jeanne d’Arc, saint Joseph avec l'Enfant Jésus, le Sacré-Cœur de Jésus, sainte Thérèse de Lisieux, et un saint évêque sans attribut, qui est présenté comme saint Denis. La chaire, visible sur des photographies anciennes, a été supprimée depuis.
Deux vitraux datent de la fin du XIXe siècle et représentent saint Denis et la Vierge Marie. Le vitrail de sainte Jeanne d'Arc vitraux est une œuvre de Maurice Rocher de 1958. Un vitrail plus récent a pour sujet . Grâce au mécénat par l'association A.R.E.J., quatre nouveaux vitraux ont pu être successivement acquis au début du XXIe siècle. Le premier est l'œuvre de Me Weiss-Grüber et représente le baptême du Christ ; on le trouve dans la première travée du bas-côté sud, face aux fonts baptismaux. Pour les autres vitraux, l'association a fait appel au maître-verrier Michel Guevel. Ses œuvres sont abstraites et intitulées « Arbre de vie », « Eaux vives », et « La Paix ».
L'unique cloche qui a survécu à la Révolution mesure 90 cm de diamètre et porte l'inscription suivante : « L'an 1767 i'ai été bénité par Mre Lovis Antoine Le Dovx & nommée Denise par S.A.S. Louis-François de Bourbon prince de Conti prince du sang pair de France duc de Mercœur seignr de L'Isle Adam Jouy le Comte & avtres lievx chever des ordres du Roy général de ses armées govverneur & lievtenant général povr sa maiesté dans les provinces du havt & bas Poitov. Sr Antoine Morel margvillier en charge ». Un cartouche circulaire contenant la figure d'une cloche est entouré du nom de François Morel, le fondeur. Une deuxième cloche baptisée « Jeanne » a été installée en 2000 grâce à une souscription publique. Son moule est exposé dans l'église. Un carillon de huit cloches a été monté en 2003.

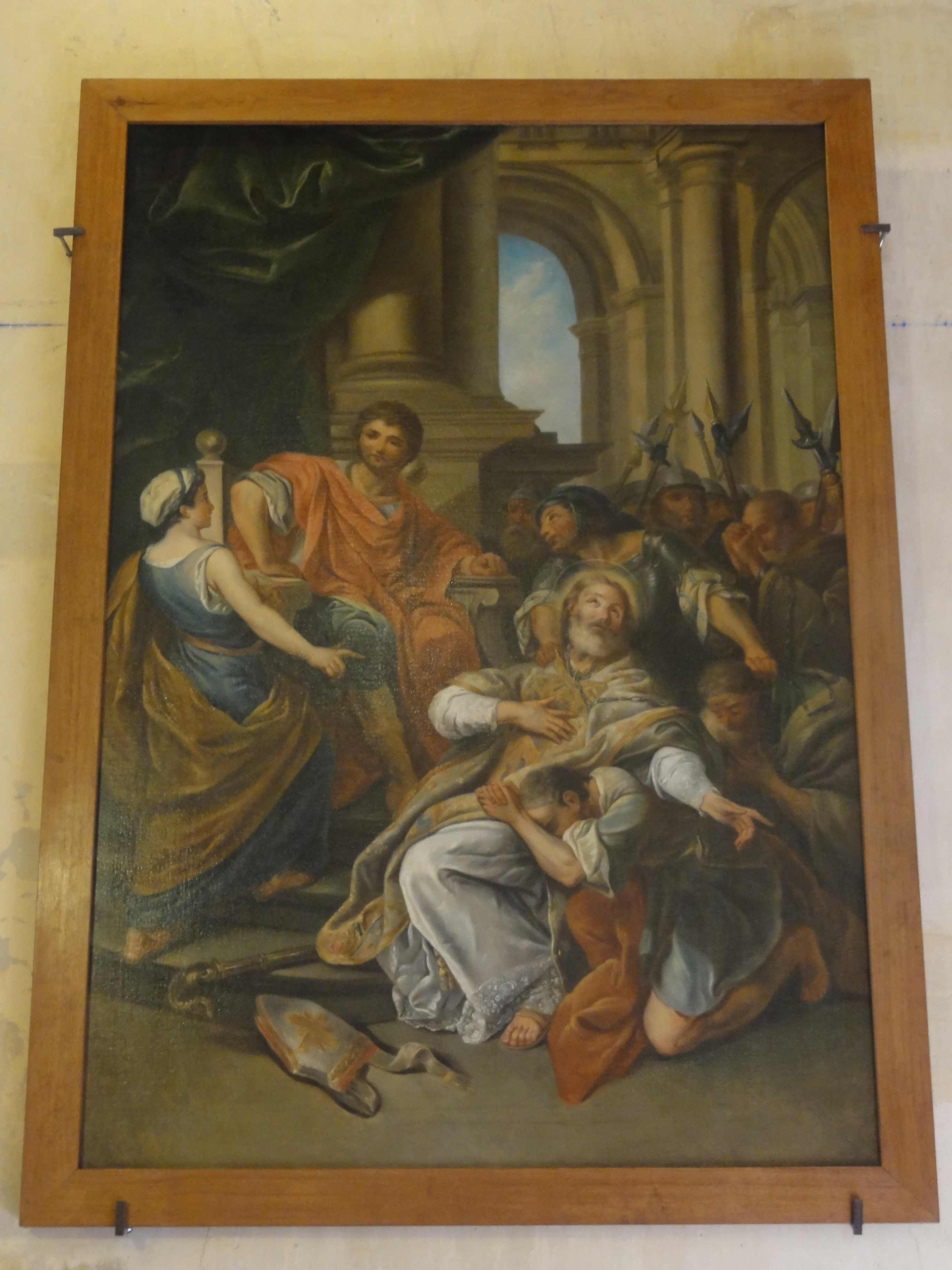
Arrestation de saint Denis.
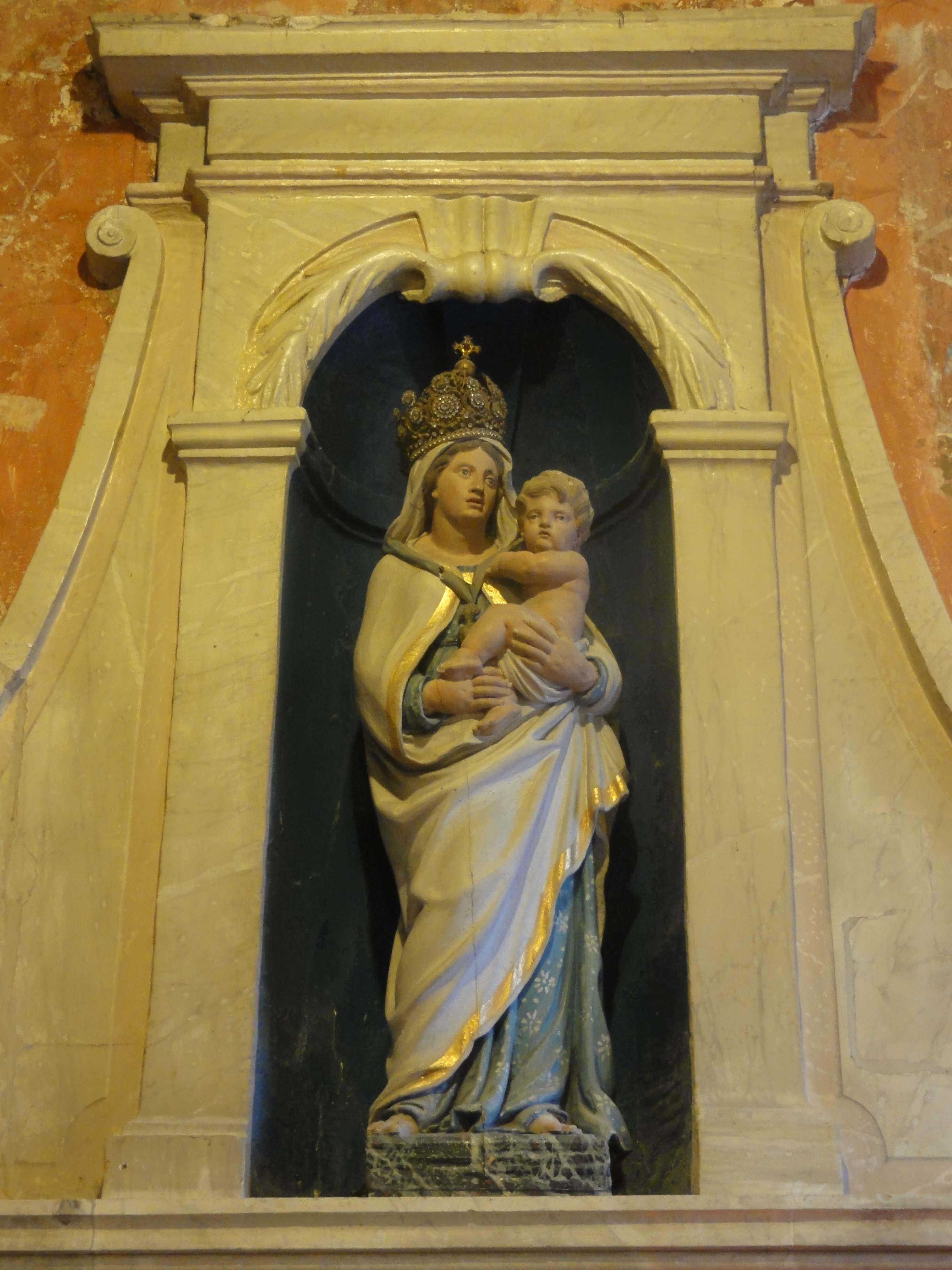
Vierge à l'Enfant.
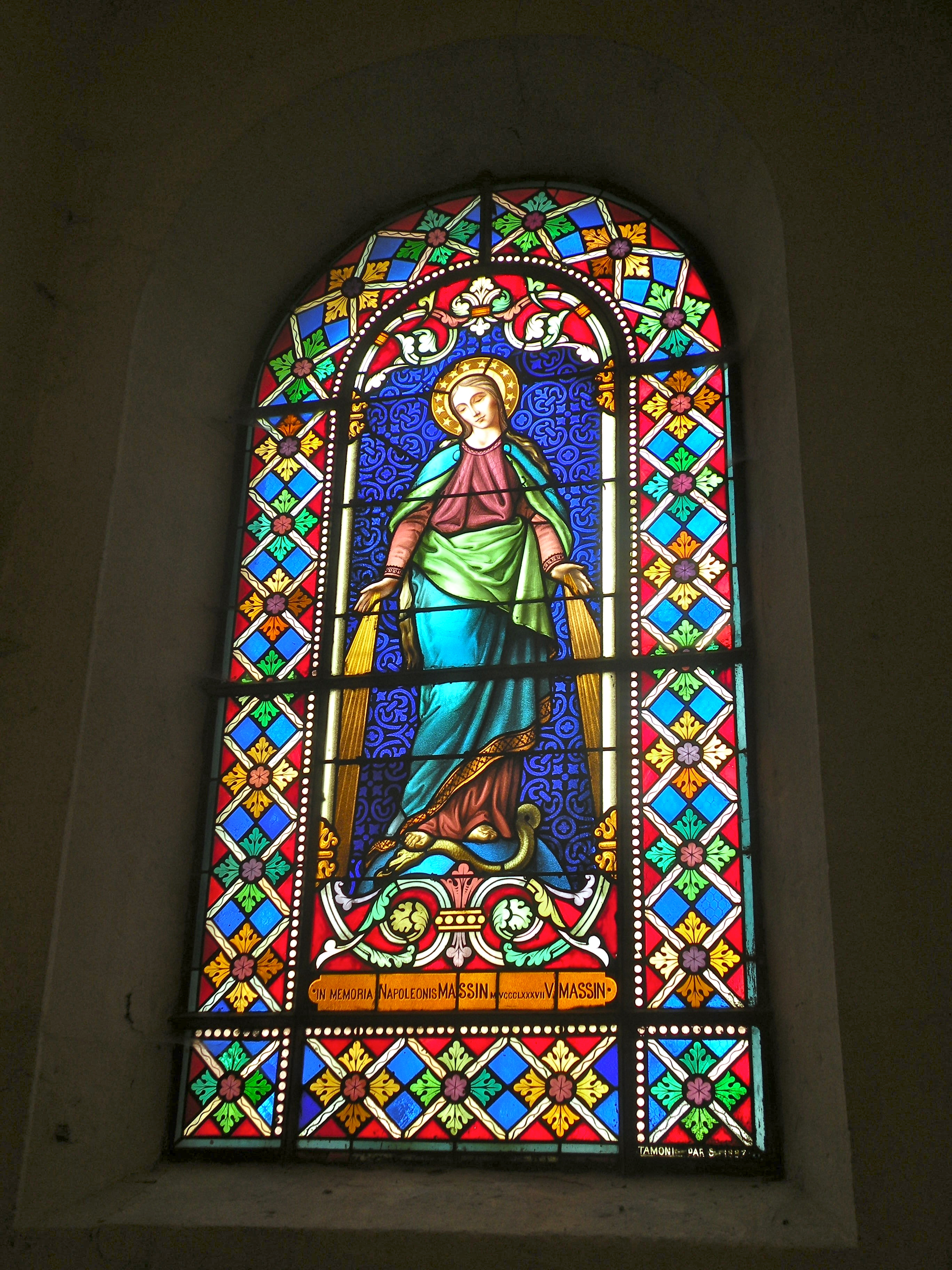
Vitrail - Vierge Marie.
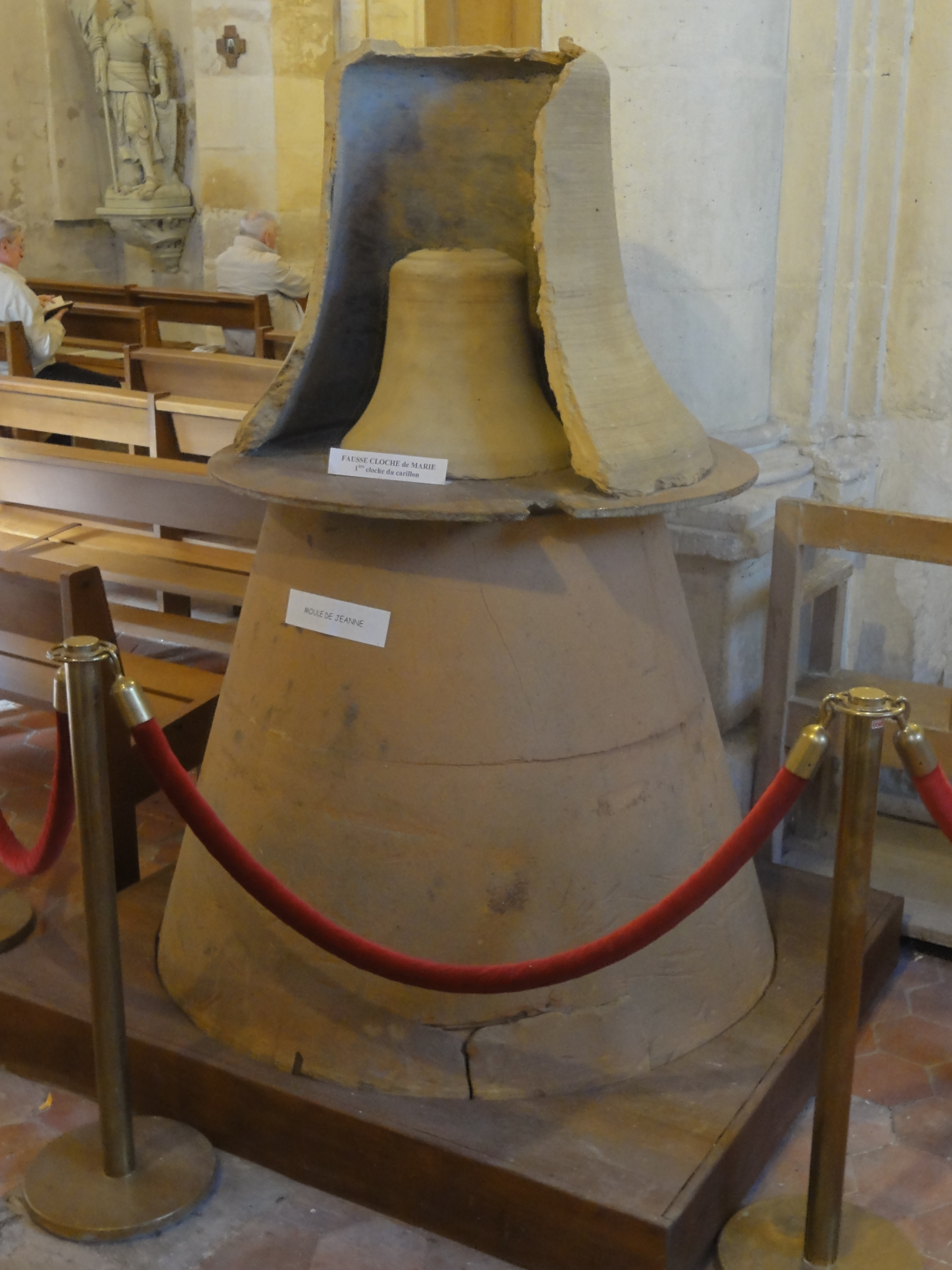
Moule de cloche.
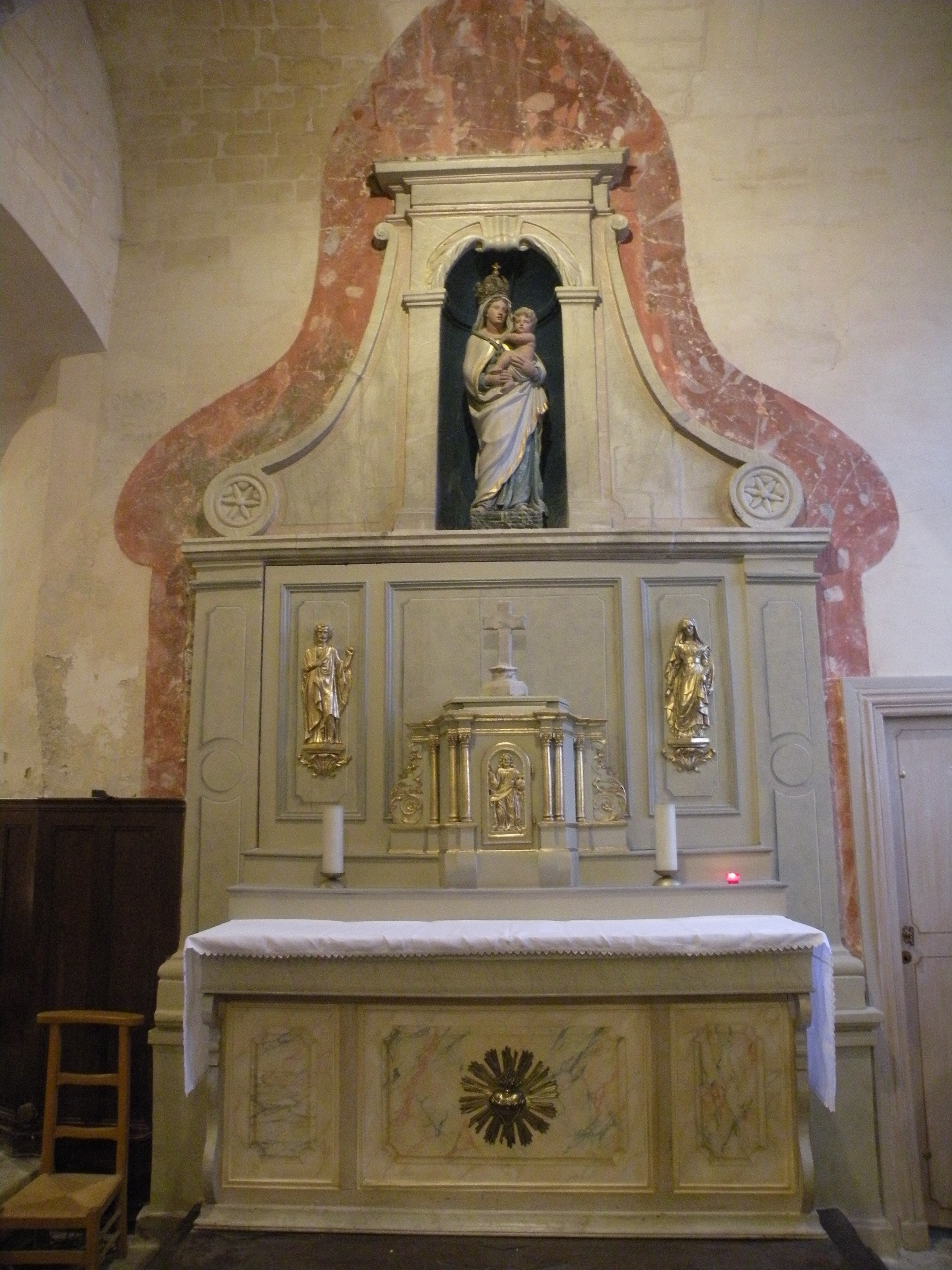
Autel de la Vierge.
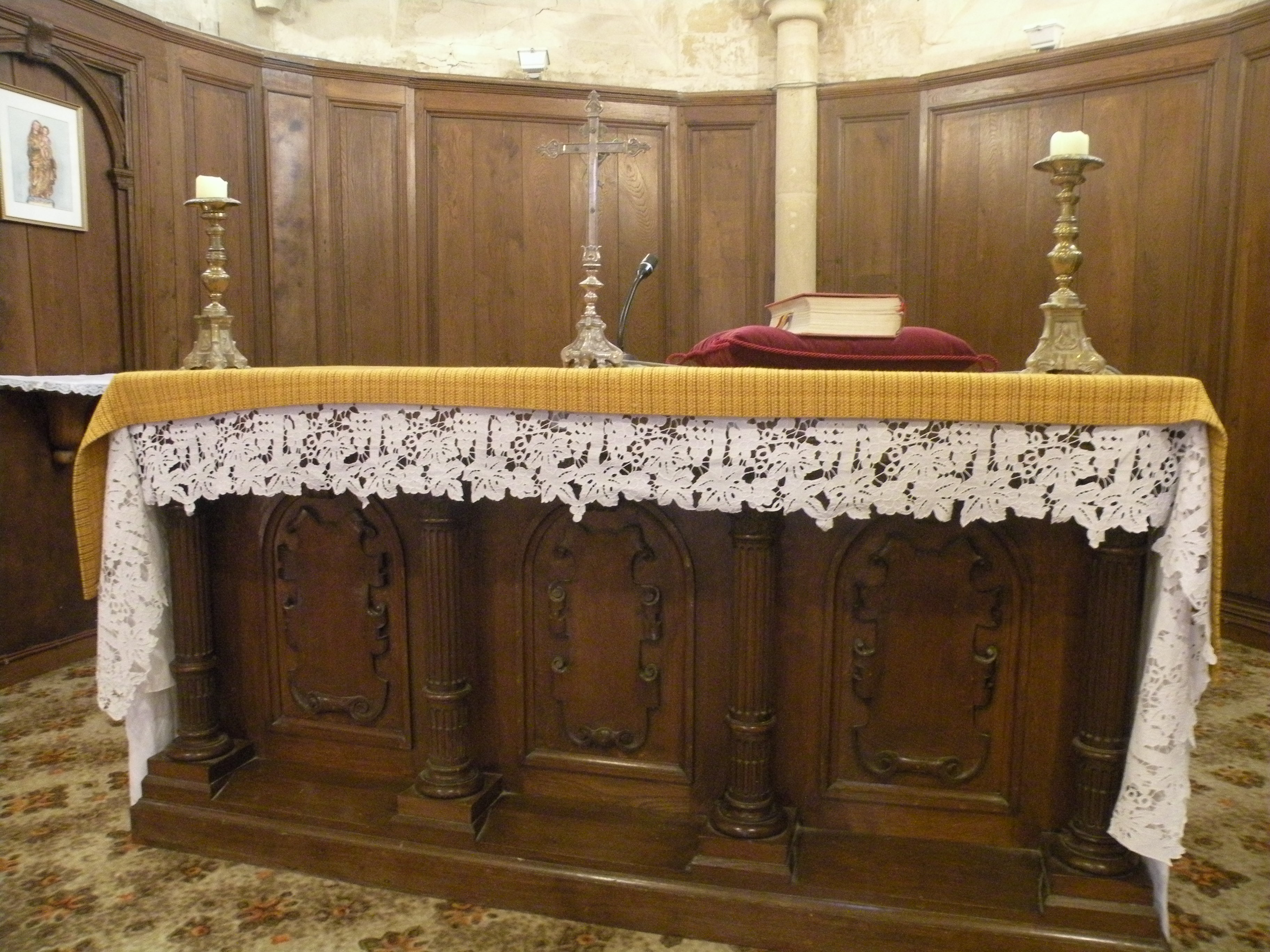
Maître-autel.